# Блокада Німеччини (1939—1945)
Блокада Німеччини (1939—1945), також відома, як Економічна війна — комплекс політичних, економічних, військових, інформаційних та інших заходів, які вживалися Великою Британією та Францією для економічного придушення та блокування нацистської Німеччини з початком Другої світової війни. Основною метою блокади визначалася мінімізація життєво необхідних поставок Третьому Рейху та на окуповані ним країни (території): продовольства, промислових виробів, текстилю, мінерально-сировинних ресурсів тощо. Заходи з блокування здійснювалися переважно шляхом морської блокади узбережжя, морських портів, запровадженням жорсткого контролю за поставками вантажів до Німеччини. Одним із методів зриву морських перевезень стала також випереджувальна закупівля товарів, що поставлялися з нейтральних країн і мали військове значення, та недопущення їхнього продажу ворогові.
Загалом блокаду Німеччини можна поділити на чотири основні фази. Перша фаза розпочалася у вересні 1939 року зі вторгненням німецького вермахту до Польщі й тривала до кінця Дивної війни. Головним методом блокування стало перехоплення торговельних суден із важливими вантажами, що прямували до портів Третього Рейху. Однак дії на морі не були настільки ефективними через те, що по-перше, до червня 1941 року левову частку сировини Берлін отримував прямими поставками від Радянського Союзу По-друге, багато нейтральних на той час країн, зокрема Іспанія, надали свої морські порти для отримання стратегічних матеріалів для Німеччини, звідкіля їх переправляли до місць обробки залізницею або іншим видом транспорту.
Друга фаза блокади умовно стартувала весною 1940 року, коли на території Північної, Західної, а пізніше і Південно-Східної Європи розпочався стратегічний наступ вермахту. Доволі стрімко німецькі війська завдали поразки арміям союзників та захопили більшу частину континентальної Європи, узявши під свій контроль потужні індустріальні центри та райони сільськогосподарського виробництва. Завдяки цьому економічне становище Третього Рейху різко поліпшилося, наслідки морської блокади західних союзників стали не настільки уразливими для німецького населення.
Третя фаза розпочалася з кінця 1941 року, коли з нападом Японської імперії на Перл-Гарбор, у війну вступили Сполучені Штати, та на Тихому океані відкрився новий театр воєнних дій.
Фінальний, четвертий період блокади нацистської Німеччини розпочався з літа 1944 року, коли в серії військових кампаній на Східному та Західному фронтах вермахт зазнав поразки й остаточно втратив стратегічну ініціативу, Червона армія практично визволила окуповані Німеччиною у 1941—1943 роках землі, а союзники висадились у Нормандії; розпочався процес відвоювання окупованих земель.

## Історія

### Підґрунтя
Літом 1914 року, на початок Першої світової війни в Європі, Велика Британія володіла найпотужнішим флотом у світі й завдяки своєму географічному положенню повністю тримала під контролем світову морську торгівлю. Британські сили домінували в Північному морі, на Атлантичному океані та в Середземномор'ї. Через те, що британці разом з Францією тримали контроль над найбільшим міжнародним морським судноплавним коридор у світі, Суецьким каналом, прохід до та з Індійського океану для кораблів і суден противника був неможливим, їм доводилося вирушати в обхід Африки. А завдяки тому, що 15 з 20 основних пунктів поповнення паливом і водою на головних морських комунікаціях перебували в руках британської чи французької влади, союзники могли диктувати свої правила, а в разі відмови слідувати своїм вимогам, напрямку погрожували позбавити можливості порушників дозаправляти свої судна.
Коли в Європі спалахнули активні бойові дії, міністерство блокади видало перелік матеріалів і майна, які нейтральні торговельні флоти не могли поставляти до Центральних держав (Німецької, Австро-Угорської та Османської імперій, а згодом і Болгарського царства). До переліку входили продовольство, озброєння та зброя, золото, срібло, льон, шовк, папір, копра, мінеральні речовини, шкіри тварин, що використовувалися у виробництві взуття тощо.

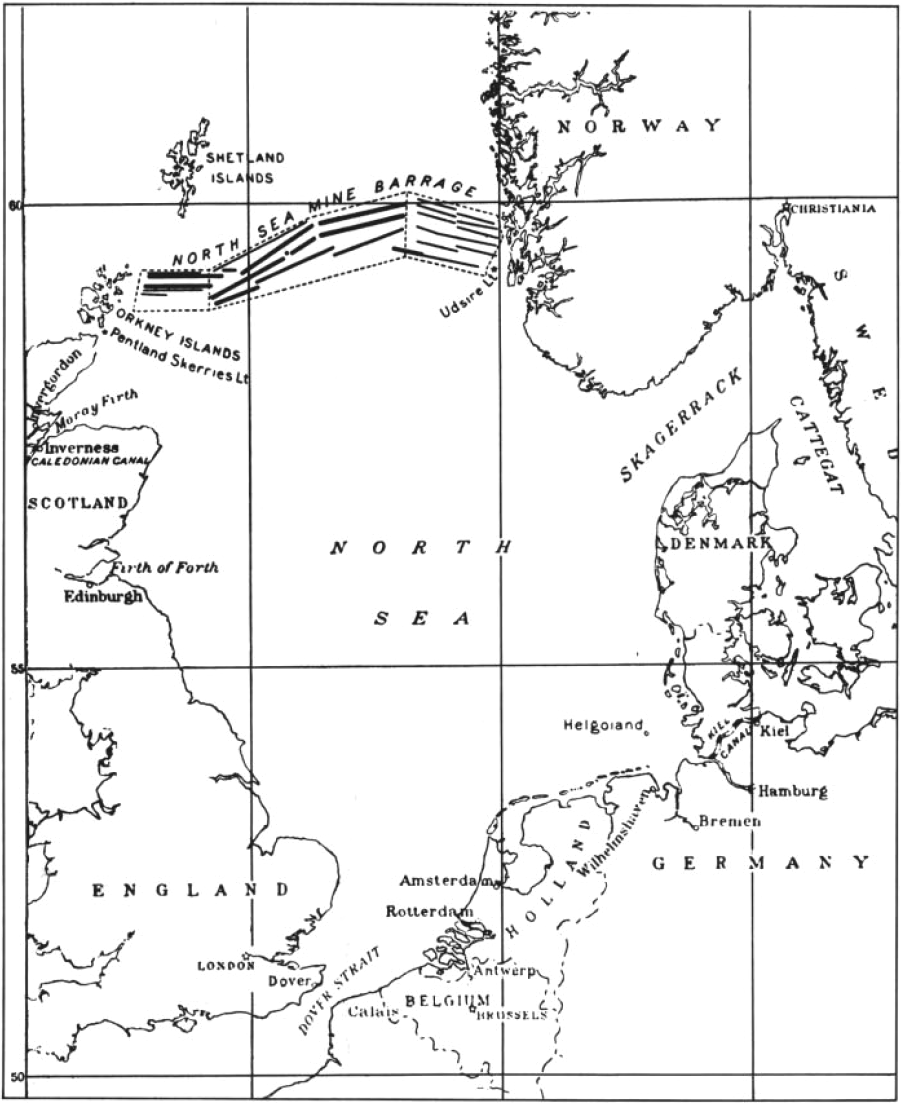
Північне загородження

Додатково, союзники влаштували справжню кампанію перевірки нейтральних транспортних суден, які підозрювались у контрабанді забороненого майна. З цією метою, британці на одному кінці Північного моря розгорнули Дуврський патруль, а на іншому постійно баражувала 10-та крейсерська ескадра, головним завданням якої було перевірка вантажів на суднах, що прямували до Європи з північного напрямку.
Одночасно, головне ударне угруповання Королівського флоту — Гранд-Фліт — перебував на ВМБ Скапа-Флоу в постійній готовності до будь-яких дій німецького Флоту відкритого моря. Британський флот був готовий нейтралізувати загрозу прориву кайзерівських кораблів у відкрите море для захисту ними комерційних комунікацій. Пізніше сили Антанти встановили так зване Північне загородження, мінні поля, що простягалися від Фарерських островів до норвезького берега.
Середземне море з обох кінців було практично заблоковані силами британського й французького Середземноморських флотів для османських й австро-угорських ВМС, тому морські комунікації в регіоні не становили загрози для зриву заходів блокади противника.
Британці вважали застосування методу морської блокади держав противника абсолютно законним способом ведення війни, така морська стратегія використовувалась ними ще на початку XIX століття, коли британський флот намагався не допустити виходу сил Наполеона з морських портів для вторгнення на Британські острови. У свою чергу французи також здобули цінний досвід, намагаючись у ті часи блокувати Англію.
Німецька імперія мала чималу залежність від іноземного імпорту, тому застосування противником блокади важко відобразилося на її економічному стані. Потужніший флот кайзера був затиснутий на двох базах, у Кілі та Вільгельмсгафені й позбавлений будь-якої можливості деблокувати своє узбережжя й забезпечити прохід торговельних суден зі стратегічними товарами до німецьких портів.
Але, німці знайшли свій метод протидії блокаді — вони розв'язали необмежену підводну війну, атакуючи не лише сили противника, а й судна нейтральних держав. Результат цієї війни був настільки приголомшливий, німецькі субмарини потопили стільки торговельних суден, що на 1917 рік практично поставили Британію на коліна. У відповідь Британія знайшла вихід, започаткувавши систему конвоїв, а з вступом США у війну в Європі, ситуація кардинально змінилася; за рік Антанта значно поліпшила своє становище та до осени 1918 року розгромила країни Троїстого союзу.

### Прелюдія Другої світової
1933 році А.Гітлер прийшов до влади й ситуація в Німеччині почала стрімко змінюватися. Успіх нацистів в перші роки правління спирався на досягнення Адольфа Гітлера в зовнішній політиці, які забезпечили не тільки безкровні завоювання, а й економічне відродження Німеччини. Подібні успіхи в партійних колах і навіть серед деяких зарубіжних економістів розцінювалися як диво. Німеччина вийшла з Ліги націй, і почала послідовно порушувати і руйнувати обмеження та домовленості Версальського договору, який все ще був чинним. У 1935 році, жителі регіону Саар, який протягом 15 років знаходився під окупацією Ліги націй, проголосували за приєднання до Німеччини. В березні того ж року, Гітлер заявив про збільшення чисельності Рейхсверу до 550 000 осіб і про створення німецьких повітряних сил. Незабаром нацисти увійшли до Рейнської демілітаризованої зони, порушивши Версальську угоду, потім стався аншлюс Австрійської республіки, за нею послідувала спочатку окупація Судетів та згодом і всієї Чехословаччини в цілому. Багато людей стали відчувати наближення чергової війни в Європі.
Наприкінці 1937 року економічний радник при британському уряді сер Ф.Лі-Росс виступив перед вищими посадовцями країни зі своїми спостереженнями та прогнозами щодо ймовірності запровадження економічної блокади із застосуванням Королівського флоту в разі, якщо війна все ж таки вибухне. Основним лейтмотивом його плану було втілення аналогічних за досвідом Першої світової війни заходів щодо блокування узбережжя Німеччини та встановлення контролю над морським торговельним судноплавством. Отож, Лі-Росс запропонував більш організований варіант дій із використанням найсучасніших на той час технологій та спиратися на розгалужену систему британських бізнес-центрів по всьому світові. Економічні інтереси Британської імперії мали велику кількість компаньйонів, партнерів, співпрацівників та експертів, які могли надавати інформацію з основних торговельних центрів світу, таких як Нью-Йорк, Ріо-де-Жанейро, Токіо, Рим або Буенос-Айрес. Ф.Лі-Росс дав пораду через банкірів, торговельних представників, підрядників, вантажників та робітників торговельних флотів світу методами промислового шпіонажу використовувати як осередки збору, аналізу будь-якої інформації щодо можливих відправлень чи перевезень контрафактних матеріалів, настільки важливих для нацистів. І отримувати ці дані задовго до того, як судно дістанеться порту призначення.
Спочатку чинний прем'єр-міністр Н.Чемберелен не був у захваті від цих ідей та, будучи послідовним прихильником мирного врегулювання конфліктів, намагався всіляко запобігти діям, що могли спровокувати війну. Однак, у вересні 1938 року після Мюнхенської змови ситуація на континенті не стабілізувалась, апетити А.Гітлера зростали й англо-французькому керівництву стало зрозуміло, що війни не запобігти.
За останні 12 місяців до агресії вермахту в Польщу британський та французький уряди доклали багато зусиль на відновлення свого воєнного потенціалу. Чимало зусиль зосереджувалось на розробці та будівництві новітніх зразків зброї та озброєння. Так, британська авіація почала отримувати довгоочікуваний винищувач «Спітфайр», флот поставив до строю новітні кораблі, що випускалися за Надзвичайними програмами суднобудівництва з 1936 року, навколо англійського узбережжя облаштовувалася система «Чейн-хоум» — мережа станцій раннього попередження з сучаснішими радарами.
У квітні 1939 року французами та британцями був підписаний документ, який регламентував політичну стратегію на випадок розв'язання війни Німеччиною. Однім з розділів документу передбачалось втілення заходів економічної війни, які вважалися дієвим інструментом на противника в тодішніх політичних умовах.
У січні 1939 року британське адміралтейство видало Королівському флоту уточнені плани розгортання на випадок війни, в яких зокрема визначалися напрямки зосередження зусиль у майбутній війні на морі. По-перше, найважливішим завданням ВМС визначалося прикриття прибережених вод та транспортних морських комунікацій поблизу берегів Британії й в Атлантиці для забезпечення пересування суден з товарами, необхідними англійському народу. Другим напрямком визначалися Середземне море та Індійський океан. У разі вступу фашистської Італії у війну на боці А.Гітлера, її домінуюче географічне розташування в Середземномор'ї надавали їй величезні переваги, британський транспортний флот був змушений огинати мис Доброї Надії, а військовий флот утримувати значні сили на Середземному морі. І тільки третім завданням визначалося підтримання жорсткого режиму економічної блокади узбережжя Німеччини та Італії.

### Передвоєнна ситуація в Німеччині
Позбавлена великих запасів сировинних матеріалів, корисних копалень, німецька економіка завжди значною мірою залежала від імпорту сировини для виробництва високоякісної продукції, яка у свою чергу йшла на експорт до інших країн. Саме завдяки якості та надійності своїх товарів німецька промисловість мала найвищі рейтинги у світовій економіці. На 1900 рік Німецька імперія мала найпотужнішу економіку в Європі й в 1914 році вступила у війну, маючи колосальні резерви золота та запаси іноземної валюти й добрі кредитні рейтинги. Однак наприкінці війни економіка Німеччини була зруйнована, колись потужнішу державу Європи потрясали страшні соціальні та економічні струси, міць була підірвана великими репараціями по результатах війни, країна захлиналася в гіперінфляції. Після нетривалого періоду підйому в середині 1920-х років Веймарська республіка знову поринула в глибину економічної кризи, що охопила світ у роки Великої депресії після краху Уолл-стрит в 1929 році.
Разом з іншими чинниками, економічний фактор чимало вплинув на зростання екстремістських настроїв у Німеччині та врешті-решт на прихід нацистів до влади. А.Гітлер ще з 1934 року попереджав своїх генералів та навколишнє партійне керівництво про незбіжність прийдешньої війни й виявив неабиякий інтерес до потенційних наслідків нової блокади в разі розв'язання війни. Гітлер стверджував, що західні союзники після завершення війни ще протягом дев'яти місяців примушували Німеччину піти на кабальні умови Версальської угоди, продовжували економічну блокаду колишньої імперії. Він називав це «найганебнішим підривом довіри всіх часів», котрий привів німецьке населення до страшних страждань і смерті від голоду щонайменше півмільйона людей.
Прийшовши до влади, Гітлер найрішучішими методами почав вирішувати проблему колосального безробіття в Німеччині, яке на той час сягало близько 6 млн осіб, а за деякими даними — понад 11 млн чоловіків не мали постійної роботи. Шляхами вирішення проблеми він вважав залучення населення на будівництво грандіозних проектів, як-то автобанів по всій країні, та відродження регулярної армії, позбавленої комплексів «версальської ганьби».
Країна почала процедуру відродження економічної моці, роблячи акцент у першу чергу на переозброєнні, на яке з 1934 року нацистський режим спрямував зусилля підприємців та робітників. Економіка Німеччини, яка іменувалася нацистами «військовою економікою», була цілеспрямовано організована так, щоб функціонувати під час війни і в мирний час, орієнтувалася на війну. Уміння Ялмара Шахта влаштовувати фінансові справи були спрямовані на оплату підготовки Німеччини до війни. Друкування банкнот було лише однією з його хитрощів. Шахт здійснював махінації з валютою так спритно, що, як підрахували іноземні економісти, німецька марка у свій час мала 237 різних курсів відразу. Він укладав разюче вигідні для Третього Рейху товарообмінні угоди з десятками країн і, на подив ортодоксальних економістів, успішно демонстрував, що, чим більше ти винний країні, тим більш масштабний бізнес ти можеш з нею розгорнути. Відроджена Шахтом економіка з 1935 по 1938 рік використовувалася виключно для фінансування переозброєння і оцінювалася в 12 мільярдів марок.
Однією з найважливіших фігур у нацистському керівництві, що грала вирішальну роль у підготовці німецької економіки до війни був найближчій соратник А.Гітлера, наці № 2, Герман Герінг. У вересні 1936 року він запропонував чотирирічний план, основною ідеєю якого було до 1940 року перетворити Німеччину на самодостатню континентальну державу, непохитну до впливу ворожої економічної блокади. Використовуючи своє високе положення, шляхом підкупу та потайних домовленостей він утворив власну величезну індустріальну імперію, «Германгерінгверк». Незабаром він перетворився на одного з найбагатших людей Німеччини того часу.
Г.Герінг запропонував передислокувати промислові потужності з прикордонних регіонів далі вглиб країни, відводячи їх з-під впливу військових дій ймовірного противника. Багато промислових підприємств з Сілезії, Рура та Саксонії були переведені в середину Німеччини. Одночасно нарощувалась мережа транспортних комунікацій, зокрема річкового транспорту. Дунай, Ельба, Рейн, Одер, Везер, Майн, Неккар та інші річки Німеччини зазнали інтенсивного дренажування для перетворення їх на повноцінні суднохідні артерії, а мережа штучних каналів закликана була об'єднати їх в єдину систему, для з'єднання між собою усіх великих міст та промислові центри.
На фоні поступового зростання вермахту в Німеччині все гостріше відчувалась складна економічна ситуація. Споживання імпорту знизилось до мінімальних обсягів, був введений суворий ціновий та сповивальний контроль, більшість товарів стало важко дістати пересічним громадянам Третього Рейху. Ринки цілеспрямовано націлювались на промислові вироби та сировину з Швеції, Румунії, Туреччини, Іспанії, Фінляндії та Югославії для створення запасів стратегічних запасів, як-то вольфрам, нафта, нікель, шерсть та бавовна, надзвичайно важливих для військово-промислового комплексу нацистів.
Величезні інвестиції вкладалися у розвиток синтетичних матеріалів, так званий «ерзац», покликаний замінити натуральні ресурси, типу текстильних виробів з целюлози, гуму та нафти почали виготовляти з вугілля, цукор та етиловий спирт вироблявся з лісоматеріалу, папір для друкованої продукції виготовлявся з бадилля картоплі. Німці спромоглися робити каву з цикорію та пиво з цукрового буряка.
Американський журналіст В.Шірер, що мешкав у Берліні з 1934 року та регулярно для американців вів радіопередачі на каналі CBS, оповідав, що дефіцит товарів почав відчуватися ще задовго до війни. 10 серпня 1939 року, за три тижні до світового конфлікту, у приватній бесіді нацистські бонзи необачно висловились, що після завоювання Польщі на черзі в них стоять Угорщина, Румунія та Югославія. Завдяки цьому просуванню на схід на їхню думку Німеччина повністю буде самодостатня й більше не залежатиме від блокади західних союзників.
24 серпня 1939 року, рівно за тиждень до розв'язання війни, німецька влада оголосила про введення карткової системи, яка регулювала та встановлювала ліміти для споживачів на їжу, вугілля, текстильні вироби, мило. За спогадами В.Шірера цього ранку німці прокинулись і зрозуміли, що війна неминуча. З цієї дати кожний німець мав право отримати в руки один шматок мила на місяць, чоловіки мали право придбати одне пальто та два костюми, чотири сорочки й шість пар шкарпеток і мали продемонструвати старі зношені речі, щоб отримати право придбати нове. Простирадла видавалися по купонах, ковдри та постільна білизна видавалися тільки за ліцензованими нарядами.

### Перша фаза
1 вересня 1939 року німецький вермахт вторгся в Польську республіку, за два дні Британія та Франція оголосили війну нацистській Німеччині. 3 вересня, поблизу Гебридських островів, фактично відразу після проголошення стану війну Британією U-30 під командуванням капітан-лейтенанта Ф.-Ю. Лемпа затопив перше судно у війні — британський пасажирський лайнер «Атенія»; загинуло 112 людей. Почалася необмежена підводна війна німецьких U-Boot.
ВМБ Скапа-Флоу знову стала основною базою Королівського флоту завдяки своєї віддаленості від потенційних нальотів бомбардувальників Люфтваффе. Однак усі запобіжні заходи часів Першої світової війни виявилися марними на фоні сучасних змін у технологіях та розвитку військової техніки. Вінстон Черчилль, на той час перший лорд адміралтейства, відвідав головну базу флоту й був неприємно здивований ступенем занедбаності систем протиповітряної та протичовнової оборони. Ще більше його розбурхав факт, що через відсутність справних есмінців флагманський корабель Королівського флоту лінкор «Нельсон» виходить у море без ескортного прикриття. Перехід від воєнного ритму повсякденного життя до реалій війни проходив повільно, часто ціною великої крові. Вночі 14 жовтня німецька субмарина U-47 капітан-лейтенанта Г.Пріна проникла на базу та потопила старий лінкор «Роял Оак», загинуло понад 800 людей.
Одночасно з наростанням загрози підводної війни, не менш небезпечною стала примара німецьких рейдерів: три «кишенькові» лінкори, побудованих нібито за вимогами Версальського договору, головним чином призначалися для порушення транспортних комунікацій у відкритому морі та атак на комерційні судна. Ще за тиждень до початку воєнних дій в Європі, «Адмірал граф Шпеє» та «Дойчланд» вийшли практично непоміченими в Атлантичний океан, де перший на всіх парах пішов до південної Атлантики, а «Дойчланд» залишився в режимі патрулювання поблизу берегів Гренландії.
Зі вступом у війну командування британських та французьких військово-морських сил сформувало оперативні групи, які влаштували гонитву на німецькі рейдери; на їхній пошук було залучено більше ніж 23 капітальних кораблі з чималою кількістю допоміжних суден і кораблів підтримки. Німецькі ж торговельні судна, яких звістка про війну застигла в морі, поспішили сховатися у нейтральних портах Іспанії, США, Мексики, Латинської Америки, португальських й іспанських колоніях та в Японії. Капітани кораблів змушені були робити вибір: або старатися прорватися крізь блокаду, або дозволити вантажу зіпсуватися, через те, що, як правило, він мав свої терміни зберігання й не міг перебувати довго на судні. 28 суден з бокситами зайшли в Трієст. Німецькі кораблі шукали різні шляхи, як вирішити цю дилему, маскуючись під судна нейтральних країн, або тимчасово продавши майно іншим державам, однак міжнародне морське право забороняло це здійснювати у воєнний час країнам-учасникам. До кінця 1939 року щонайменше 19 німецьких вантажних суден було затоплені екіпажами, аби не потрапити в руки ворога.

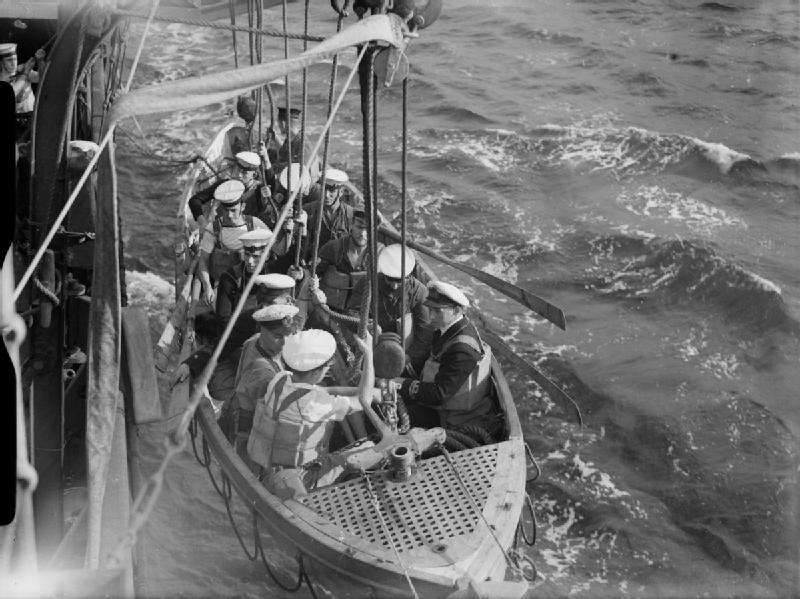
Проведення Контролю контрабанди британським крейсером «Шеффілд»

#### Контроль контрабанди
Наступного дня після проголошення війни, британське адміралтейство запровадило правила перевірки суден торговельного флоту, у відповідності до яких, капітани повинні були представляти морській службі по контролю за контрабандою свої судна. До наказу додавався лист з переліком усіх товарів військового або подвійного призначення, які підлягали конфіскації в разі виявлення на судні. До списку ймовірної контрабанди включили усі види продовольства, тваринних кормів, фуражу, одягу, взуття, а також матеріалів, що йшли на виготовлення взуття та одягу. Розділ, в якій включили майно військового призначення включав: усі види боєприпасів, пороху, вибухівки, будь-які хімічні речовини та елементи, які могли використовуватися для хімічної зброї; будь-яке паливо та усі пристосування та обладнання для транспортних засобів наземних, водних та повітряних, засоби зв'язку та комунікації, інструменти, прилади, устаткування, що можливо було використати у військових цілях; монети, золоті зливки, валюту та цінні папери тощо.
Для облаштування пунктів перевірки морським контролем за контрабандою британський флот обрав три морські бази на Британських островах: Веймут і Даунс на півдні для перекриття південних підходів до Ла-Маншу, Керкволл на Оркнейських островах для підходів з Північного моря. Також були підготовлені пункти інспекції на Гібралтарі, в Хайфі та в Адені. Додатково на підставах англо-єгипетського договору 1936 року на Суецькому каналі використовувався Порт-Саїд. Для виконання завдань місії щодо перевірки вантажів залучали представників митної служби за підтримки флотських офіцерів та добровольців, які тимчасово прикріплялися до цих груп разом з власними катерами і суднами.

#### Міністерство економічної війни
Для реалізації завдань блокади, координації дії різнорідних структур, установ, організацій та агентств, що залучалися до виконання цих функцій, в Лондоні було сформоване Міністерство економічної війни. Це міністерство очолив Ф.Лі-Росс, який залучив до роботи в державну установу фахівців банківської сфери, статистиків, економістів, експертів міжнародного права та близько 400 адміністративних працівників і службовців. Основою діяльності міністерства було кропітка, ретельна та невтомна робота зі збору, аналізу та узагальнення даних, що надходили з різних джерел інформації про судна, їхні маршрути руху, вантажі, команди тощо для подальшої передачі цінної інформації оперативним групам Контролю за контрабандою. Ними вівся так званий «чорний лист» — узагальнений список компаній, які підпали під підозру, що продовжують торгівлю або навіть напряму фінансуються Німеччиною. Вже в середині вересня 1939 року міністерство видало бюлетень з переліком назв 278 про-німецьких компаній та приватних осіб, з якими британський уряд забороняв мати торговельні стосунки через загрози санкцій і штрафи.
Судна, які зупиняли представники Контролю в портах, піднімали червоно-білий прапор з синьою окантовкою для позначення того, що екіпаж і вантаж готові до перевірки. Команда Контролю за контрабандою у кількості зазвичай 2 офіцерів та 6 помічників наближалась на катері до судна, й після вибачення капітану за спричинені незручності, оперативна група перевіряла усі судові документи, маніфести та коносаменти стосовно вантажу. На час перевірки радіорубка зачинялася та запечатувалася, щоб жоден сигнал не був поданий з корабля під час інспекції.
Після успішного завершення перевірки уся інформація про судно, вантаж та пасажирів передавалася телетайпом у Міністерство, а капітану судна видавався дозвільний сертифікат та набір спеціальних сигнальних прапорців на кожний день, які надавали йому право продовжувати рух у британських водах без повторних перевірок та зупинок. У разі виявлення якихось порушень або підозрілих речей, команда інспекторів приступала до більш прискіпливої та детальної перевірки вантажу та майна на судні. Якщо був знайдений заборонений вантаж, судно відправляли до іншого порту до адміралтейських маршалів, які приймали остаточне рішення, чи є вантаж контрабандним і відповідно підлягає конфіскації або поверненню.
Вже за чотири тижні з початку війни оперативні групи Контролю за контрабандою від Королівського флоту конфіскували 289 000 тонн заборонених вантажів, французький флот — 100 000 тонн. З початку війни до перших чисел жовтня у Веймуті на 74 суднах затриманих британцями було конфісковано 90 300 тонн залізної руди, палива та марганцю. Ще більше конфіскували на Оркнейських островах та в Кенті.
У відповідь на обмежувальні заходи з боку противника, німецька влада запровадила власні заходи протидії блокаді та видало список товарів, що вважалися контрабандними. Весь торговельний флот, що прямував з Балтійського моря, вимушений був проходити Кільським каналом, де нацисти проводили їхню перевірку. Німецькі кораблі почали переслідувати й топити норвезькі, шведські та фінські лісовози з напівфабрикатом деревної маси, що становила сировину для вироблення вибухових речовин на заводах у Британії. Врешті-решт це призвело до того, що Швеція пригрозила припинити поставки залізної руди до Берліна. Тоді німецький флот, порушуючи власні обіцянки, почав перехоплювати данські судна, що перевозили масло, яйця та бекон до Британських островів.
До 21 вересня 1939 року понад 300 британських та 1 225 нейтральних вантажних суден було затримано німецькими моряками, 66 з них були конфісковані з вантажем.

#### Дефіцит кораблів
Німеччина вступила у війну, маючи 60 боєготових підводних човни, однак їхнє будівництво відбувалося стрімкими темпами й на літо 1940 року Крігсмаріне вже мали понад 140 субмарин. Величезному флоту підводних човнів британці не могли протипоставити значну кількість капітальних кораблів та навіть есмінців. Королівському флоту явно не вистачало кораблів для виконання своїх власних завдань з оборони островів метрополії. Тому з початком бойових дій на морі британське адміралтейство розмістило на верфях суднобудівної промисловості замовлення на будівництво 58 нових кораблів, класу корвет, термін будови яких становив до 12 місяців. Також проводилася закладка нових фрегатів, котрі мали виконувати функції захисту прибережних акваторій від загрози з-під води. Ескадрені міноносці були перенацілені на складні завдання на океанських просторах, як-то супровід лінійних кораблів та авіаносців, супроводження транспортних конвоїв, патрулювання визначених районів вдалі від берегів. Для покриття браку придатних до бою кораблів, британський флот вдався до переозброєння пароплавів на допоміжні крейсери.
Однак, все це призвело до перенавантаження британських та канадських корабельнь, суднобудівники попросту не встигали виконувати всі замовлення Адміралтейства. До того ж, флот вимагав і великих кораблів, таких як авіаносці типу «Іластріас», лінійні кораблі «Кінг Джордж V» та «Принц Уельський». З аналогічними проблемами зіткнулися і французькі верфі, строки введення до строю сучасних лінійних кораблів «Рішельє» та «Жан Барт», покликаних зрівняти розклад сил у Середземному морі через появу двох найновітніших італійських лінкорів типу «Літторіо», постійно переносилися.
Для покриття дефіциту кораблів, що мали забезпечувати протичовнову оборону суден поблизу Англії, Королівський флот почав використовувати для ескорту свої авіаносці. Однак, таке рішення обійшлося дорогою ціною британцям. 14 вересня 1939 року новий авіаносець «Арк Роял» був атакований німецьким підводним човном U-39, і ледве уникнув загибелі. Але, 17 вересня не пощастило наступному британському авіаносцю, «Корейджес», який був торпедований U-29 і загинув, забравши життя 519 британських моряків. Берегова авіація намагалася якось компенсувати нестачу палубних винищувачів та торпедоносців, прикриваючи з повітря у навколишніх водах судна, проте, їхнього радіусу дії явно не вистачало.
Практично від самого початку війни британці запровадили систему конвоїв, яка водночас не стала панацеєю від загрози з-під води. Перший тиждень бойових дій на морі коштував британцям втратою сумарною водотоннажністю 65 000 тонн, другий день — 46 000 та третій — 21 000. Незабаром гостра нестача транспортних суден почала відбиватися на забезпеченні метрополії найнеобхіднішим майном та продовольством. Британці почали фрахтувати судна нейтральних держав, на кшталт Норвегії та Нідерландів.
Разом з цим заходи блокування почали приносити свої плоди. Від норвезького узбережжя до Північного моря, протоки Ла-Манш, до акваторії Середземного та Червоного морів, союзні флот і авіація поступово знекровлювали торговельні комунікації нацистів. За перші 7 днів жовтня британський контроль за контрабандою конфіскував або затримав на німецьких та нейтральних суднах 13 800 тонн пального, 2 500 тонн сірки, 1 500 тонн джуту, 400 тонн текстилю, 1 500 тонн тваринних кормів, 1 300 тонн олив та жирів, 1 200 тонн різного продовольства, 600 тонн насіння, 570 тонн міді, 430 тонн інших руд та металів, 500 тонн фосфатів, 320 тонн лісоматеріалів та багато інших стратегічно важливих матеріалів і сировини.

#### Американська реакція на британську блокаду
Через те, що під перевірки групами контролю підпадали й пасажирські судна, це викликало неабияке роздратування з боку американців. Коли британські офіцери почали вимагати від них представити для перевірки поштові відправлення, американські моряки демонстрували непокору та незадоволення. На 25 листопада 1939 року 62 американських судна були затримані, деякі протримали три тижні. 30 грудня судно «Манхеттен» вийшло з Нью-Йорка до Європи, але було затримано британським есмінцем у Гібралтарі, де офіцери контролю за контрабандою утримували його понад 40 годин і більш того конфіскували 235 упаковок з поштовим листуванням з Німеччиною.
Варто відмітити, що з початку воєнних дій у Європі, багато американських громадських організацій направляли відправлення до Німеччини з поміткою Gruss und Kuss (укр. «поздоровлення та поцілунки!»). Британці за три місяці перевірили 25 000 пакунків від американців і в 17 000 з них знайшли контрабандний товар, переважно продуктового характеру, а також гроші, діаманти, перлини та мапи, «які потенційно становили військову цінність». І така практика мала місце ще тривалий час. Тільки 16 червня 1941 року усі туристичні агентства та німецькі консульства й інформаційні центри були закрити.

#### Дивна війна
Перша стадія Дивної війни на Європейському континенті в реальності мала тільки одне поле битви — в морі. З початку воєнних дій і до початку німецького вторгнення до Франції та Нижніх країн, основні бої та битви відбувалися саме тут.
За перші 15 тижнів війни союзники конфіскували 870 000 тонн різного вантажу, що дорівнювалося 10 % від звичайного німецького імпорту протягом року. Зокрема було захоплено 110 000 м3 палива й величезні обсяги тваринної шкіри, що могла піти на виготовлення 5 млн пар взуття. Мало того, ці цифри не враховують той вантаж, що не був доставлений через побоювання захоплення або конфіскації й залишився в портах.
Економічне становище населення Німеччини вже з перших тижнів війни стало надзвичайно напруженим і було набагато жорсткіше за британське. Ще 4 вересня гітлерівський уряд ввів додатковий 50 % податок на пиво та тютюнові вироби; також на 50 % зріс прибутковий податок.
Все працездатне населення Третього Рейху почали в примусовому порядку залучати на виконання допоміжних робіт в інтересах оборони країни, як-то наповнювання піском мішків для будівництва оборонних укріплень або копання інженерних споруд. Питання про підвищену оплату за роботи такого роду або взагалі запити про підняття зарплатні вважалися чимось непотрібним чи навіть нахабним. 7 вересня вимоги до населення ще більше посилили, наступного дня на науку іншим був розстріляний працівник, котрий відмовився брати участь у роботах на оборонних спорудах. Подібними справами почав займатися Народний суд, який отримав право виносити вироки аж до смертної страти включно за порушення закону про обороноздатність Третього Рейху. До розстрілу могли засудити за злочини на кшталт підробки продовольчих купонів або протести проти адміністрації.
15 вересня американський журналіст Шірер у своєму щоденнику записав, що блокада вже напряму вплинула на загальний стан економіки Німеччини. Заходи, запроваджені західними союзниками, відійняли в країни 50 % нормального імпорту нікелю, бавовни, олова, нафти та гуми. Німці втратили дорогоцінну для них можливість отримувати французькі залізні руди, усі сподівання залишалися тільки на шведські рудники, звідкіля сировину доставляли морем.
Ситуація склалася таким чином, що Німеччині залишалось сподіватись тільки на континентальні ресурси. Проблему нафти могла допомогти вирішити Румунія, а також Радянський Союз, який до речі підтримував тісні стосунки з нацистами й по договорах поставляв багато різних матеріалів і сировини Берліну. Пакт Молотова — Ріббентропа приніс неймовірно вигідні економічні преференції гітлерівській Німеччині, не кажучи вже про домовленість зі Сталіним, що убезпечила східні кордони Третього Рейху. Окрім торгових здобутків, нацисти почали використовувати арктичний порт у Теріберці, східніше Мурманська. Через цей порт, а також чорноморські морські порти йшли стратегічно важливі товари з Південної та Північної Америки. Офіційно декларуючи своє неприйняття ворожих ідеологій, що нацисти, так і більшовики мали колосальні вигоди з торговельних стосунків між країнами. Радянський Союз мав необмежені природні ресурси та сировину, яких так не вистачало А.Гітлеру. А самі Ради залишались відносно відсталою у технологічному відношенні країною й хронічно потерпали від браку найсучасніших розробок у галузі літако-, судно- та двигунобудування. На прямі поставки нафти, пшениці, лісу німці відправляли до Росії винищувачі, прилади, станки та інші високотехнологічні вироби. Загальна сума товарообігу становила 150 млн рейхсмарок на рік.
На противагу західній блокаді німецьке керівництво протиставило агресивну тактику дії свого підводного флоту. Список Ллойда доводить, що до кінця 1939 року в результаті атак U-Boot, авіації Люфтваффе та підриву на мінах затонуло 249 кораблів та суден; серед яких 112 британських, 12 — французьких, 23 — норвезьких, 19 — шведських, 9 — данських, 7 — нідерландських та 3 — бельгійських.
Попри загибель суден і смерть моряків, більшість з перелічених країн продовжувала торгувати з Німеччиною. Так, Швеція наполегливо поставляла дорогоцінну для нацистів залізну руду, без якої увесь військово-промисловий комплекс Третього Рейху був би паралізований. Щорічно шведським морським транспортом через балтійські порти поставлялося близько 9 млн тонн високоякісної руди. Взимку, коли більшість портів замерзала, альтернативним шляхом поставок був так званий «норвезький коридор» — 1 600 км маршрут, що простягався поздовж узбережжя від порту Нарвіка далі на Скагеррак з 50 000 невеликих ненаселених островів шхер і скал, розташованих чередою до південно-західного краю Норвегії. В.Черчилль вважав «норвезький коридор» «найбільшою перепоною для блокади» й настоював на його мінуванні, щоб змусити німецькі підводні човни, кораблі та транспортні судна вийти у відкрите море. Однак, норвежці всіляко протидіяли цим планам, не бажаючи зіпсувати стосунки з нацистським Рейхом.
З початку жовтня союзники значно поліпшили морське судноплавство, запровадивши систему конвоювання своїх транспортних суден. Французька сторона наголошувала, що з 30 німецьких субмарин, які на початку війни вийшли полювати на транспорти, третина була знищена. Черчилль оголосив, що британські моряки захопили на 150 000 тонн вантажів контрабанди більше, ніж німцям вдалося затопити.
У середині жовтня 1939 року розлючений результатами блокади А.Гітлер пригрозив застосувати свою новітню «секретну зброю» — магнітні міни. З цього часу, нацистська морська авіація розпочала інтенсивну постановку цих мін, вагою від 91 кг до 1 тонни, шляхом скидання їх з гідролітаків у бухтах, вузьких протоках та на мілководді, де човни та кораблі не могли діяти. Магнітні міни практично не можливо було протралить, а при проходженні судна, магнітний детектор реагував на металевий корпус та приводив вибуховий пристрій у дію.
За декілька днів багато суден усіх розмірів та типів підірвалися на мілководді, серед яких новітній крейсер «Белфаст» дістав серйозних пошкоджень при підриву у Ферт-оф-Форт. Але, англійські вчені згодом розробили та запропонували метод розмагнічування корпусів суден, це дало позитивні результати й незабаром це метод став дієвим засобом протидії німецьким магнітним мінам.

#### Заборона на експорт
З початку грудня 1939 року британська влада запровадила санкції на постачання німецького експорту за спричинений збиток та загибель людей. Н.Чемберлен сказав, що він розуміє, що в такій спосіб Британія спричинить втрати нейтральним країнам, але політика суворого дотримання економічної блокади Німеччини превалювала. Тим більш, що застосування магнітних мін і необмежена підводна війна спровокувала загибель неповинних жертв попри національності, водночас британська активність на морі не приводить до смерті цивільних.
Напередодні війни, 70 % німецького експорту йшло крізь європейські країни, переважно через Нідерланди, Францію та Англію, з початком воєнних дій це майже припинилось, але за підрахунками міністерства германський експорт продовжував становити великі обсяги, зокрема £44 млн з Південною Америкою, £19 млн з Далеким Сходом та £15 млн з США. Й хоча спеціалісти вважали, що попри тому, що континентальний експорт не можливо зірвати, заходи блокування з початку війни дали зниження морської торгівлі Німеччини на 45 %.
Разом з цим, на початок 1940 року чимало німецьких торговельних суден лишалися у чужині в портах; тільки у Південній Америці перебувало близько 60, що коштувало державній скарбниці £300 000 щомісячно. Врешті-решт, А.Гітлер віддав наказ прориватися їм додому. Більшість з транспортних суден затонуло, сіли на мілину або були затоплені кораблями противника чи капітанами, що віддали перевагу затопити судно, ніж віддати його ворогу. Так сталося з третім за розміром німецьким лайнером «Колумбус» (32 581 тонн), який викинувся на каміння на іспанському узбережжі.
В Берліні відмічалося різке зниження якості та вартості продовольчого кошика для пересічного обивателя. В цілому їжі людям вистачало, голод у країні не спостерігався, однак блокада призвело до того, що більшість рідких продовольчих товарів або зникла або продавалася по захмареним цінам. Пересічний працівник працював шість днів на тиждень по 10 годин і міг собі позволити придбати щось необхідне, але більшості товарів просто не можливо було дістати. На вивісках у крамницях навіть з'явилися написи «не для продажу». Купівля домашньої свинини, телятини або яловичини стала рідким явищем. Ті, хто мав таку можливість, почали полювати на диких звірів. У гості німці почали ходити з власними продуктами, а ціни в ресторанах і кафе хоча й були непомірно високими, але люди все одно йшли до них, щоб поїсти щось незвичайне.

#### 1940
Попри приголомшливі успіхи вермахту в Польщі та набуття збройними силами країни великого потенціалу, Німеччина не могла собі позволити вести довготривалу війну, в першу чергу з економічних чинників. Для того, щоб купляти з-за кордону без кредитування або валютних операцій з кешем, німецькому уряду потрібно було мати значні золотовалютні резерви або товар, що користувався попитом і був затребуваний за кордоном. Але британсько-французька блокада позбавляла нацистів такої можливості. У минулому, в часи Першої світової, навіть після двох років війни кайзерівська Німеччина лишалася із золотими резервами сумарною вартістю 2,5 млн марок та понад 30 мільярдів марок інвестованих у закордонну економіку. Натомість, гітлерівська Німеччина мала лише півмільярда райхсмарок у золотому резерві та практично нульовий кредит для операцій за кордоном.
У лютому 1940 року росіяни підписали з німцями нову торговельну угоду на загальну суму 640 млн рейхсмарок понад попередніх домовленостей. Берлін узяв на себе зобов'язання надати СРСР важку корабельну зброю, 30 найновітніших літаків Messerschmitt Bf 109, Messerschmitt Bf 110 та Junkers Ju 88, локомотиви, турбіни, генератори, недобудований крейсери «Лютцов» та креслення найсучаснішого лінійного корабля «Бісмарк». В обмін на це Радянська Росія зобов'язалася продовжити постачання сировини; тільки за перший рік — мільйон тонн круп, ½ мільйони тонн пшениці, 900 000 тонн масла, 100 000 тонн бавовни, ½ мільйони тонн фосфатів, мільйон тонн соєвих бобів та інше продовольство й майно.
Потреба Німеччини у продовольстві стала настільки гострою, що попри інтенсивній підготовці до кампанії на Заході, 30 березня 1940 року А.Гітлер особисто видав розпорядження про пріоритетну оплату поставок з Радянського Союзу, навіть на шкоду забезпеченню збройних сил. Після розгрому Франції, фюрер, маючи намір напасти на СРСР, висловився, що торгові стосунки з більшовиками потрібно продовжити до весни 1941 року. Потім вермахт і так візьме все, що потрібно.

#### Інтенсифікація блокади
Попри вражаючій статистиці щодо затриманих суден з контрабандою оптимістичне бачення британського уряду стосовно заходів блокування Німеччини було передчасним. Весною з'ясувалося, що незважаючи на проведені заходи нацисти продовжують не тільки отримувати, а й нарощувати поставки стратегічно важливого для них імпорту. В основному це здійснювалось за рахунок сусідніх нейтральних країн. У деяких випадках, це здійснювалось відкрито, як з шведською рудою, іноді це проводилось потай за рахунок складних схем постачання матеріалів та сировини.
Так, третина голландських тваринницьких підприємств, які здійснювали постачання худоби до Німеччини, підозрювалися в тому, що паралельно вони підроблювали посередниками в контрабанді міді, олова, мастил та промислових діамантів з Америки. Зростали обсяги постачання бавовни, нафти, сталі, заліза — важливої сировини для військових цілей. За даними статистики тільки за 5 місяців з початку війни офіційний імпорт з США до Нідерландів такого роду продукції зріс на £4,25 мільйони. Хоча варто підкреслити, що інші країни також використовували ситуацію на свою користь: імпорт Норвегії стратегічними товарами з США збільшився втричі до £3 мільйонів на рік, Швеції до £5 млн і Швейцарії до £2 млн. Звісно, частка цих закупівель здійснювалась в інтересах будівництва власних збройних сил або для створення резервів стратегічних матеріалів, частка з іншими причин, але в любому випадку масштаби контрабанди наростали.
Для товарів зі Сполучених Штатів діяв Акт про нейтралітет, разом з цим, ніхто не забороняв американському бізнесу торгувати сировиною. За чотири місяці 1939 року експорт зі Штатів до 13 країн, що потенційно могли бути посередниками з постачання сировини до Німеччини, зріс з £35 млн до £52 млн, з аналогічним періодом 1938 року.
Однак, найбільшою діркою в блокаді лишалися Балкани. Югославія, Болгарія та Румунія щорічно експортували до Берліна величезні масштаби нафти, хрому, бокситів, піритів, маслинних горіхів, кукурудзи, пшениці, м'яса та тютюну. Через ці країни йшли також колосальні поставки товарів і сировини з Греції та Туреччини. Югославські та угорські поставки бокситів використовувалися у виробництві дюралюмінію, надзвичайно важливого у літакобудуванні. Попри задекларованому нейтралітету, балканські країни потерпали від свого непростого географічного положення — з півночі Балкани межували з Німеччиною, із заходу — з Італією, зі Сходу над ними нависав Радянський Союз; тому в них не було багато вибору, з ким вести ділові торговельні відношення.
Румунія, здобувши великі територіальні набуття, була однім з головних постачальників нафти в європейські країни. Нафтові заклади в Плоєшті давали значний прибуток румунській економіці. Але, події 1939—1940 року підштовхнули королівство в руки А.Гітлера, яке шукало захист у нацистів від більшовиків та їхніх територіальних зазіхань. З 29 травня 1940 року, Румунія припинила постачання до Великої Британії й підписала договір про постачання нафти та зброї; незабаром Бухарест спромігся покривати 50 % потреби нафти нацистами.

#### Бомбардування Німеччини
Невдовзі після початку німецького вторгнення до Нижніх країн та Франції, британці розпочали стратегічний повітряний наступ. 11 травня 1940 року британська авіація бомбардувала Менхенгладбах. У ніч з 15 на 16 травня Бомбардувальне командування, що до цього моменту використовувало свої сили тільки для атак прибережних укріплень та скидання пропагандистських листівок, влаштувало нічний рейд на підприємства нафтопереробної промисловості та транспортні вузли Рура. Знаменитий Рурський регіон, мав славу, як і «Чорна країна» — район у середній Англії, один з найпотужніших індустріальних регіонів у світі з виробництва металу, хімічної та текстильної промисловості. Рур також був потужним центром виробництва синтетичного палива. Як це і слід очікувати, цей регіон мав потужну систему ППО, особисто Г.Герінг оголосив: «Рур ніколи не стане об'єктом ворожих атак. Якщо бомбардувальники противника дістануться Рура, я не Герман Герінг!»

### Друга фаза

#### Падіння Франції
24 червня 1940 року в Комп'єнському лісі Франція підписала принизливу угоду про повну капітуляцію нацистському Третьому Рейху. Нищівна поразка союзників на цей стадії війни призвела до втрати одного з найпотужніших членів антигітлерівської коаліції та кардинально змінила політичний розклад на карті Європи. Німецький вермахт опанував практично усе західне узбережжя континенту, від північних фіордів Норвегії до Піренейських гір. Нацисти оволоділи новими військово-морськими базами, аеродромами та портами, ситуація з Економічною війною в корні змінилася.
З початку липня німецька авіація розпочала масштабні нальоти на британські конвої, незабаром розпочалися артилерійські обстріли англійської території в найвужчому місті Па-де-Кале. 17 серпня, не дочекавшись капітуляції Британії, А.Гітлер оголосив повну блокаду Британським островам та віддав наказ на підготовку морської десантної операції з вторгнення. Королівський флот Італії, що приєдналася до війни проти союзників, заснував свою базу підводних човнів у Бордо; з того часу італійські субмарини почали діяти не тільки в акваторії Середземного моря, а й у відкритому океані. 20 серпня Б.Муссоліні оголосив блокаду усім британським портам у Середземномор'ї, обстановка для союзників у регіоні різко загострилася, бойові дії інтенсифікувалися.
В Іспанії, яка ще не повністю оговталася після кровопролитної громадянської війни, що забрала життя понад мільйону людей та спровокувала голод у країні, генерал Франко завзято продовжував чинити спротив намаганням нацистів переконати його вступити у війну на їхньому боці. Завдяки своєму географічному положенню, Франкістська Іспанія тяжіла над стратегічно важливою Гібралтарською протокою й становила величезну загрозу британському Гібралтару. Іспанці могли легко перекрити доступ до Середземного моря Королівському флоту, а британську колонію або обстрілювати або дозволити це робити німецьким військам, яких можна було пропустити крізь країну. Водночас, Франко розумів, що до капітуляції Великої Британії дуже далеко, її флот лишається найпотужнішим у світі — він по-суті завдав поразки надводних силам Третього Рейху біля берегів Норвегії й в Атлантиці, Люфтваффе програло битву за Англію, кораблі В.Черчилля знищили французький флот у Мерс-ель-Кебір, а пізніше італійські лінкори в Таранто; тим часом британська армія доволі успішно бореться з італійськими військами у Північній та Східній Африці. Тому, Франко, намагаючись виграти час, вів доволі ризиковану гру. Він запропонував варіант участі іспанських збройних сил у війні, якщо А.Гітлер погодиться уступити більшу частину французьких Марокко й Алжиру Іспанії.
Нищівний і головне блискавичний розгром Франції німецьким вермахтом потряс до основ американську спільноту, завжди налаштовану на позиції ізоляціонізму. Поступово суспільна думка почала змінюватися, 21 вересня 1939 року Ф.Рузвельт підписав закон, відомий як «Кеш енд Керрі», яким декларувалося де-юре дотримання статусу невтручання в політичні колізії, що вірували в Європі, але де-факто, американці продекларували свою підтримку британцям.
Уряд США розпочав політику поступового нарощування видатків на оборону, з огляду на загрозу, що наростала з боку Японської імперії. Однак, американська верхівка дуже скептично ставилася до спроможності свого єдиного вцілілого в Європі союзника — Великої Британії — протистояти німецькій машині після її блискавичної перемоги й звідсіля вважали, що поставки озброєння та зброї будуть недоречні або запізняться. Після катастрофи під Дюнкерком, коли британська армія ледве втекла з Дюнкерку, кинувши на пляжах напризволяще понад півмільйону тонн військового майна, 2 500 важких гармат, 64 000 одиниць транспорту, 20 000 мотоциклів, багато інших видів коштовної техніки, американський Конгрес погодився на постачання до Англії мільйону одиниць старих, ще часів Першої світової, гвинтівок. А після атаки 4 липня Королівського флоту на французькі кораблі в Орані, американці підписали угоду «есмінці в обмін на бази» та погодили передачу британцям 4 000 танків.
Поразка і капітуляція Франції призвели до зміни курсу економічної війни. Комітети контролю за контрабандою у Веймуті та Дауні були скорочені, через те, що проходження суден цими шляхами практично припинилося через близькість німецьких баз на французькому узбережжі. Значно скоротився персонал такого комітету у Кіркволлі, що контролював торговельні судна з Швеції, Фінляндії та Росії, а також щойно окупованих останньою Балтійських країн.

#### Німецькі здобутки
Перемога у Французькій кампанії принесла нацистам колосальні здобутки. Лише військовими трофеями німцям дісталися 2 000 танків різного типу, зокрема важкі французькі Char B1 та британські «Матильда», 5 000 артилерійських систем, 300 000 гвинтівок та понад 4 000 000 набоїв різного калібру. Основна маса цієї техніки була віддана на користування Організації Тодта, де її частково або переробили під свої потреби, або розібрали на металобрухт на потребу власній промисловості.
Однак, найприбутковішим для нацистської влади стала можливість розпочати відкрите пограбування окупованих націй та народностей. У деяких країнах окупанти захопили золотий запас, колосальні кількість мистецьких творів, чимало з яких так і не було знайдено в післявоєнний час. Захоплені території зазнали систематичного, цілеспрямованого безжального грабунку на власний розсуд окупаційних режимів. Награбоване вивозилося ешелонами до Німеччини, зокрема на захоплених потягах країн, які зазнали поразки у війні. З них вивозилося усе підряд: одяг, мило, паркові лавочки, садовий інвентар, постільна білизна та дверні ручки, не кажучи вже про цінні книжки, скульптури, старовинні предмети меблі й прикраси.
Однак, для більшості пересічних німців найбільшим здобутком стало те, що уся окупована Європа змушена була віддавати левову долю своєї агропромислової продукції до країни-окупанта. Й якщо на початку фермери віддавали якийсь відсоток від виробленого, то згодом апетити німців різко почали зростати й вони змушені були відправляти все більше продукції до Берліна. Введення цинічного курсу обміну валюти (1 рейхсмарка на 20 франків у Франції) і практично нічого не вартих «марок вторгнення» призвели до швидкої інфляції та девальвації національних грошей. Ще пізніше, німецькі окупаційні власті почали скупляти нерухомість у величезних кількостях, вони придбали ферми, квартири, шахти, фабрики та заводи й навіть корпорації. Банки Франції, Норвегії, Данії, Бельгії були поставлені перед фактом фінансування німецьких схем, страхування, транзакцій золота та закордонної валюти.
Німеччина також оволоділа натуральними ресурсами та промисловою базою усіх окупованих країн. Деякі з них мали колосальне значення для військової індустрії Третього Рейха. Так, лише анексія австрійських та чехословацьких підприємств та виробничих потужностей додала четверту частину залізорудних обсягів до економіки країни. Австрійські сталелитейні заводи в Граці та підприємства Чехословаччини поблизу Праги, зокрема потужні збройові заводи Шкоди в Пільзені, хоча й мали відмінне найсучасніше оснащення, все ж таки вимагали сировини, яка раніше поставлялася з-за кордону. У свою чергу завоювання Польщі додало німцям щорічних півмільйона тонн залізних руд і стільки цинку, скільки не могла обробити промисловість Гітлера. Навіть Люксембург, крихітна країна на мапі Європі, з її передовими підприємствами виробництва сталі та заліза додали 1/7 частину до загальних потужностей Німеччини.
Норвезька економіка додала значних ресурсів хрому, алюмінію, меді, нікелю. Тільки молібдену, хімічного елементу, життєво необхідного у військовому виробництві, окупована країна поставляла до Третього Рейху 1 млн фунтів щорічно. Через норвезький порт Нарвік шведська індустрія продовжувала поставляти високоякісну залізну руду до підприємств Німеччини.
У Нідерландах німці здобули величезний високотехнологічний плавильний завод в Арнемі.
Однак, найбільшим здобутком для нацистів стала переможена Франція. Грабіжницький Версальський договір, довгі роки виплати репатріації, брак їжі, неймовірна інфляція у післявоєнні роки залишили недобру пам'ять німцям по відношенню до цієї країни. Їхнє ставлення базувалося на переконанні, що ця багата країна мусить заплатити свою ціну за ті ганебні та суворі для німців роки, і розглядали Францію як величезну ниву матеріальних та сировинних ресурсів, які вона має надати переможцям. Так, за умовами перемир'я уряд Віші мусив сплачувати усі видатки на утримання німецьких окупаційних військ, що становило щоденно від 300 до 400 мільйонів франків. До того ж окупована нацистами зона мала найпотужнішу індустріальну базу, усі атлантичні морські порти, понад 1/5 усіх світових залізорудних шахт залишилося в Лотарингії, що давали 6 % виробництва сталі. Німецька залізниця отримала 4000 французьких локомотивів та понад 300 000 залізничних вагонів (понад половини від загального складу французької транспортної мережі).
На неокупованій території під урядом Віші лишилися основні промислові потужності виробництва гуми та текстилю біля Ліону, значні резерви бокситів, але через морську блокаду уся продукція йшла до Німеччини, на потреби авіаційної промисловості.
Третій Рейх отримував мідь та олово з Росії, мідь з Югославії, сурму і хром з Греції та інші сировини з Балкан. Таким чином, колосальні потреби нацистів у металах та іншій сировині були задоволені. Понад 2/3 європейської важкої промислової бази виявилось під правлінням гітлерівців, але водночас сировинної бази не вистачало на покриття потреб заводів та фабрик окупованої Європи. Ситуація погіршувалася ще через те, що британська бомбардувальна авіація започаткувала рейди на індустріальні центри, воцарився хаос в окупованих країнах, люди масово залишали свої домівки та переселялися на нові місця. Все це не могло не сказатися на положенні промислово-сировинної бази цих країн.
Через британську блокаду Німеччина лишалася відрізаною від постачання міді з Чилі, нікелю з Канади, олова та гуми зі Східної Індії, магнію з Індії, вольфраму з Китаю, індустріальних діамантів з Південної Африки і бавовни з Бразилії.
Однак, найнагальнішою проблемою А.Гітлера лишався дефіцит нафти. Щорічна потреба нацистів для ведення воєнних дій становила 12,5 млн тонн сирої нафти. Крім румунської нафти, німецька промисловість виробляла 600 000 тонн синтетичного палива, що 530 000 тонн надходило з Польщі, однак всього цього не вистачало покрити потреби.
Разом з цим, розв'язана А.Гітлером війна в Європі спровокувала інші побічні наслідки. Якщо з початку світового конфлікту чимало німецьких підприємств потерпали від нестачі робочої сили, то незабаром цей брак став покриватися або примусовим переміщенням висококваліфікованих спеціалістів з Польщі, Данії чи Франції на німецькі заводи, або на окупованих землях більшість їх почала насильно працювати під пряме замовлення з Берліна. По суті, робітники перетворилися на напіврабську силу й не мали можливості залишити свої підприємства без дозволу окупаційної влади. Так хронічна нестача працівників в агропромисловому секторі призвела до прибуття 30 000 селян з Італії на роботи до Німеччини, а декілька тисяч попросту були привезені з Польщі як дармова рабська сила.

#### Битва за Британію
Найліпшим варіантом для Гітлера подолати загрози блокади було вибити Велику Британію з війни. Звісно, найпотужнішою зброєю британців був її Королівський флот, який не тільки забезпечував військову присутність блокади, а й попри намаганням нацистських підводних човнів та авіації, продовжував утримувати панування на морі й провадив надійний контроль морських перевезень, життєво необхідних остров'янам. Величезна Британська імперія інтенсивно продовжувала отримувати найнеобхідніше зі своїх колоній по всьому світу, ситуація із продовольством була набагато краще за Німеччину. З початком воєнних дій у вересні 1939 року лише паливо підпало на Британських островах під жорсткі ліміти та видачу по картковій системі. Тільки 8 січня 1940 року ввели картки на бекони, масло та цукор, 11 березня на м'ясну продукцію, у липні на чай та маргарин.
Лише наприкінці 1940 року інтенсивна підводна війна німецьких U-Boot у ході битви за Атлантику змусила британське керівництво піти на жорсткі міри з лімітування набору продуктів для загального споживання та введення раціону для своїх мешканців. Навіть за цих суворих умов, у школах Англії та в робочих їдальнях діти та працівники продовжували отримували відносно ситний додатковий раціон. На полях та на фермах країни чоловіків замінили переважно жінки, й у цій атмосфері суворого часу, вони добилися того, що незважаючи на те, що Лондон постійно потребував колосального імпорту продуктів, 2/3 продукції агропромислового сектору вироблялося на островах самими британцями.
До початку Бліца (масованого бомбардування населених пунктів), у ході якого Люфтваффе вбило понад 40 000 цивільних осіб, британська індустрія змогла зорієнтуватися та перенацілити свої транспортні потоки зі звичних південних морських портів, як-то Саутгемптон, Портсмут та Плімут, що постійно зазнавали масованих повітряних атак німецької авіації, на західне й північне узбережжя Британії.
Незважаючи на завірення нацистських засобів пропаганди британські порти продовжували працювати, навіть за умови загроз постійних бомбардувань і обстрілів. Пасажирське сполучення практично припинилося, весь трафік з Європи був зупинений, але в портах на півдні щонайменше 35 000 працівників цілодобово розвантажували прибулі судна з зерном, тютюном, чаєм, борошном, гумою, цукром, м'ясом, шерстю, лісом та шкірою. Британські авіаційні заводи під керівництвом міністра авіаційної промисловості лорда Бівербрука наполегливо працювали 24 години на добу, створюючи нові літаки та розробляючи ще новіші моделі військової авіації. 16 вересня «Тайм Мегезін» писала: «Якщо Британія приречена пасти, то це не провина лорда Бівербрука. Якщо вона вистоїть, це буде його тріумф. Ця війна — війна машин. Вона виграється на складальній лінії заводів.»
З середини серпня 1940 року напористість та інтенсивність атак німецької авіації на заводи, фабрики, порти, аеродроми та інші об'єкти інфраструктури значно зросла. 24 серпня бомбардувальники Люфтваффе здійснили жорстокий повітряний наліт, атакувавши об'єкти Винищувального командування Британії та очисні нафтоперегінні заводи на околиці Лондона, і нібито помилково завдали удару по цивільних установах та домах лондонців, що призвело до значних жертв серед мирного населення, прем'єр-міністр В.Черчилль віддав наказ на удар у відповідь. Цієї ночі німецька столиця була атакована вперше з початку Другої світової війни. І хоча повітряний наліт не спричинив жертв, був досягнутий колосальний психологічний ефект. Британці довели, що їхня авіація може дістатися Берліна, мешканців якого «наці № 2» рейхсмаршал Г.Герінг палко запевняв, що жодна ворожа бомба не впаде на голови берлінців. З 7 вересня німецька авіація започаткувала регулярні авіанальоти на Лондон, сподіваючись, що це підірве моральний дух мирного населення та змусить уряд В.Черчилля сісти за стіл перемовин.
Протягом серпня-вересня 1940 року в небі Британії точилися затяті повітряні бої, але керівництву Люфтваффе так і не вдалося досягти мети — Королівські повітряні сили продовжували утримувати панування над рідною землею, а німці відповідно не могли розпочати наземну фазу операції «Зеельове» — з висадки морського десанту на півдні Англії.
Більш того, Бомбардувальне та Берегове командування британської авіації проводили регулярні нічні нальоти на морські порти Антверпена, Остенде, Кале та Булоні, завдаючи ударів по морському транспорту і десантно-висадочних засобів нацистів, що зосереджувалися на узбережжі в готовності до початку морської десантної операції. Ефективність їхніх нальотів була настільки висока, що за оцінками експертів щонайменше 20 % засобів підготовлених до вторгнення були знищені британськими літаками. Це врешті-решт призвело до того, що 12 жовтня А.Гітлер віддав наказ про перенесення запланованої операції з висадки десанту в Британії на весну 1941 року. Разом з цим стратегічні бомбардування британських міст, як-то Лондона, Бірмінгема та Ліверпуля, продовжувалися що довгий час.

#### Брак продовольства в Європі
Попри здобуті Німеччиною індустріальні преференції, ситуація з їжею на континенті мала зовсім інший характер. Навіть у мирний час, Європа не була спроможна повністю забезпечити свої мінімальні потреби в продовольчих товарах. Нацистська окупаційна влада володіла 2/5 усіх агрообробляємих земель під своїм контролем, власники фермерських господарств були зобов'язані постачати свою продукцію та худобу під загрозою покарання, однак усе це ніяк не поліпшувало положення з їжею.
Так, Данія, «продуктова корзина Європи», виробляла величезну кількість беконів, яєць та іншої бакалії, вона напряму залежала від імпорту мінерального добрива, що зазвичай поставлялися з Англії. Через блокаду, відсутність фуражу, данські фермери змушені були масово забивати свою худобу, в першу чергу рогату, а також свиней. Так само Голландія, що мала на початок війни 2,7 млн голів худоби, 650 000 овець, півмільйону свиней, і колосальну зайвину масла, сиру, м'яса, молока, маргарину, рослинної олії, залежала від постачання британцями фуражу. Велика площина агрообробляємих земель була в занехаяному стані через зруйновані або несправні внаслідок нацистської агресії та бомбардувань дамби та гідрокомунікаційні станції. Багато голландських фермерів відмовлялися продавати німцям свою худобу, тому незабаром владі довелось конфісковувати ковбаси, що виготовлялись потай з іншого м'яса, в тому числі з собачатини. Німецька окупаційна влада вимагала повернення моряків у порт до настання темряви, це спричинило брак риби, загальновживаного продукту харчування для прибережного населення. Поставки ж із закордонних колоній голландської корони стали неможливими через англійську блокаду портів та комунікацій. Це ж стосувалося поставок сталі, металопрокату, деревини для відновлення роттердамського порту, що сильно постраждав під час травневого наступу вермахту; тому роботи практично зупинилися.
Життя в окупованій Польщі було ще гірше. Країну охопив масовий терор, розстріли та повішання неблагонадійних, підпільників та просто заручників стали повсякденним явищем. У концентраційних таборах вірувала холера, багато поляків померло від холоду та голоду в першу зиму після окупації. Сільське населення систематично грабувала німецька військова адміністрація, майже все зерно, врожай забиралися на потребу окупантів. Загальна ситуація погіршувалася.
Норвегія, яка наполовину залежала від імпорту продуктів харчування, та на 100 % від постачання вугілля для господарств та виробничого сектору, потерпала від таких самих проблем. Попри цьому нацисти за сприянням своїх поплічників з числа місцевих колаборантів проводили рейди з метою конфіскації того, що ще було в населення.
Франція, яка зазвичай ніколи не мала проблем із забезпеченням свого населення продовольством, зараз отримала 5 млн біженців з інших країн, яких потрібно було якось годувати. Мало того, нацисти забрали близько півмільйона коней та мулів на потребу вермахту, що спричинило різке падіння виробництва в сільському господарстві. До того ж, німці конфіскували мільйони тонн запасів їжі, що становили 11 % від французького резерву. Понад 1,5 млн французьких солдатів продовжувало утримуватися в таборах військовополонених, і хоча отримували вони мізерний продуктовий пайок, хліб та рідкий суп, куди німці додавали звичайну траву, це також викликало колосальні проблеми із забезпеченням. Французькі робочі, що виявилися під окупацією, стали отримувати скудний раціон, денна норма становила не більше 1200 калорій. Багато французів-містян виїжджало велосипедами у сільську місцевість у пошуках їжі, щоб хоч якось прогодувати себе та своїх близьких.
Запроваджена британцями блокада у Середземному морі відрізала Італію від 80 % свого імпорту. Уряд змушений був ввести лімітовані раціони на звичайні для пересічного італійця продукти споживання, як-то пасту, борошно та рис, що спровокувало бурю обурення по всьому королівству. Фермери, що страйкували проти грабіжницьких умов побору продовольства з їхніх господарств, могли бути ув'язнені на термін до 1 року.
28 жовтня 1940 року фашистська Італія розпочала з території окупованої Албанії вторгнення до Греції. Однак, продовження агресивної політики Муссоліні призвело до катастрофи. Мало того, що італійська армія зазнала поразки від слабкішої грецької армії й відступила від албансько-грецького кордону, економічна ситуація в країні різко утруднилася. Стратегічні резерви гуми, бавовни, шерсті, іншої сировини почали скорочуватися. Поставки вугілля з Трієста через Альпи до Німеччини стали «майже золотими».
Балканський півострів, який зазвичай характеризувався багатством та різнорідністю своїх агрокультурних угідь, потерпав від браку їжі. Основним чинником стала надзвичайно сувора зима 1939—1940 року, повень на нижньому Дунаї, що сплюндрував прибережні угіддя та зіпсував майже увесь урожай. В Румунії, Угорщині, Югославії почалися мобілізації населення, у тому числі селян, до армії, що ще більше вплинуло на ситуацію з обробкою земель. Робочих рук у полі хронічно не вистачало, а потреба в хлібі, якого зазвичай цим державам вистачало для внутрішнього споживання, наростала ще більше через жорсткі й ультимативні вимоги Третього Рейха щодо імпорту продуктів до Берліна.
До другої половини 1940 року А. Гітлер сподівався встановити в мирний спосіб німецьку гегемонію над Балканами та використовувати тамтешні країни, як сировинний придаток до своєї імперії. Однак вторгнення Червоної армії до Румунії у червні 1940 року й послідуюча анексія СРСР Бессарабії та Північної Буковини, різко змінила його умисли. 7 жовтня Німеччина ввела війська вермахту до Румунії та по-суті окупувала нафтові райони Плоєшти. Після вторгнення армії Б. Муссоліні до Греції у відповідності до умов англо-грецького договору, британська армія висадилася в цій країні, зайняла острів Крит та влаштувала польові аеродроми, з яких Королівські повітряні сили могли завдавати ударів по нафтопереробним об'єктам у румунських Плоєшти.
Наприкінці листопада 1940 року Угорщина та Румунія підписали Троїстий пакт, приєднавшись до країн Осі. Таким чином, А.Гітлер отримав контроль практично над усіма агропромисловими ресурсами Великої угорської долини, за винятком Югославії, котра відмовилася підписати пакт.
Втрата аеродромної мережі на континенті у зв'язку із поразкою Франції значно ускладнила можливість британського Бомбардувального командування продовжувати стратегічне бомбардування важливих об'єктів у Німеччині. Пілотам британських бомбардувальників доводилося тривалий час летіти понад ворожою територією, доки вони досягали визначеної цілі. Однак, британці не зупинялися. Після руйнівного нальоту Люфтваффе на Ковентрі, у відповідь в ніч з 16 на 17 грудня британські бомбардувальники провели наліт на очисні нафтові споруди в Мангеймі. Це було перше цільове бомбардування, але аналіз аерофотознімків довів, що з 300 бомбардувальників, що брали участь у рейді, практично усі промахнулися мимо цілей. На той час Бомбардувальне командування не мало інших способів для точнішого наведення на об'єкти своїх літаків.
Наприкінці 1940 року загальна ситуація для 525 млн мешканців Європи була трагічна. Зі зниженням постачання продуктами на 15 % внаслідок блокади, з 15 % втратами через погані врожаї, голод та хвороби, як то грип, пневмонію, туберкульоз, тиф та холера, ситуація стала ще небезпечніше. Німеччина була змушена відправити 40 вантажівок з першою допомогою в окуповані нею Бельгію та Францію. Водночас, Червоний хрест, американський комітет друзів розпочали збори найнеобхіднішого для страждаючих.

#### 1941
З початку 1941 року війна розгорнулася на схід. 28 грудня 1940 року Б.Муссоліні звернувся до А.Гітлера про допомогу в італійсько-грецькій війні та підтримку дій у Північній Африці. На початку лютого до Італійської Лівії прибули передові підрозділи німецького корпусу «Африка», що мали підтримати італійські війська маршала Родольфо Граціані в боях проти британських військ та їхніх союзників. Ще гірше стан справ був в італійців склався у Східній Африці, де британсько-індійські війська провели контрнаступ в Еритреї.
Гострою стала ситуація навколо Мальти. Через своє стратегічне положення безпосередньо всередині Середземного моря, близькості до Сицилії та можливості впливати на італійсько-німецькі транспортні конвої в цій акваторії моря, цей острів став кісткою в горлі країн Осі.
Британська Мальта стала головною ціллю бомбардувальної авіації Б.Муссоліні та А.Гітлера, до кінця роки інтенсивність нальотів перевищила вже 1000 атак щодня. В такій спосіб агресори намагалися примусити мальтійців капітулювати. Гітлерівський флот передислокував до цього регіону Середземномор'я свої підводні човни, практично щодня британські та союзні кораблі й судна тонули на підступах до острову. Поступово стан справ став настільки незносним, що для британського гарнізону й остров'ян настали суворі часи, з червня 1940 року майже усі види продуктів почали отримувати по картках.
На початку 1941 року німецька пропаганда оголосила про «найвеличнішу зернову справу в історії» по результатах підписання угоди між Радянським Союзом та нацистською Німеччиною про постачання зерна й інших найважливіших продуктів до Берліна. Цікаво, що радянська газета «Ізвестія» публікувала наступне: «В Британії та Сполучених Штатах деякі політичні лідери вірять, що США мають право продавати Британії все, що завгодно… водночас Радянський Союз не може продати Німеччині навіть хліб без порушення політики умиротворення».

#### Гуманітарна допомога Європі
У січні 1941 року Г.Гувер у Лондоні представив бельгійському уряду в екзілі план заснований на домовленості з берлінською владою щодо постачання продовольчих наборів в окуповану Бельгію для забезпечення їжею мільйонів постраждалих. Німеччина дозволила постачання 1 млн бушелів (1 американський бушель ~ 27 пшениці) зернового хліба щомісячно, а також 20 000 тонн жиру, супових наборів та дитячого харчування. Однак, Велика Британія не дозволила перевозити це продовольство через свою політику блокади. На її думку та на думку багатьох політиків Америки німці несуть повну відповідальність за забезпечення, в першу чергу, харчування людей, яких вони поневолили, й постачання їжі будуть покривати витрати цього життєво важливого продукту на інші потреби й опосередковано підтримувати агресивну політику нацистів.
Г.Гувер наполягав на тому, що за його даними, бельгійський раціон знизився до 960 ккал, вдвічі нижче, ніж потрібно для підтримання життя людини, й що багато школярів не відвідують навчальні заклади через те, що неймовірно слабкі. Однак, британська влада продовжувала відстоювати свою позицію, заперечуючи «допомогу» нацистам у такій спосіб.
Разом з цим, багато американців наполегливо добивалися допомоги постраждалим від німецької окупації. У США мешкало понад 16 млн американців французького походження й на початку березня 1941 року щонайменше 15 різних громадських організацій — відомих як Координаційна Рада визволення Франції — поставили через американські благодійні структури продовольства, речей та медикаментів до Франції на суму близько 50 000 доларів США. Американський Червоний хрест зафрахтував судно SS Cold Harbor для поставки до Європи 5,4 млн кг згущеного та порошкового молока і 150000 дитячих речей, 0,5 млн порцій інсуліну та 20 000 пляшок вітамінів до Марселя. Незабаром до французьких берегів було спрямовано судно SS Exmouth, яке доставило гуманітарного майна на суму $1.25 млн до неокупованої німцями й італійцями Франції. Почастішали випадки прориву британської блокади в Середземномор'ї суднами до вішістської Франції з Північної Африки. Віце-прем'єр Франції адмірал Ф.Дарлан заявив, що за допомогою французького флоту до континенту доставлено 7 млн бушелів зерна, 363000 тонни віна, 180 000 тонн горіхового масла з величезною кількістю фруктів, цукру, какао, м'яса, риби та рому. Французький адмірал, який божився В.Черчиллю, що французький флот ніколи не здасться німцям, зараз стверджував, що британці бояться пролити кров, як це було, коли вони затопити сім французьких суден з хлібом, що прямували без ескорту. Зараз вони не ризикують напасти на судна під ескортом французького флоту.
Група відомих ліберальних діячів звернулася з офіційним листом до держсекретаря США К.Галла із засудженням таких методів постачання продовольства до Франції. Вони нагадали, що французька економіка працює на Гітлера, й що німці захопили хліба тільки у Франції понад 1 млн тонн, і що така політика «благодійності» підірве ефективність блокадних заходів проти нацистського режиму, і врешті-решт це призведе до того, що німці вимагатимуть поставок продуктів до окупованих ними земель.
З іншого боку багато політиків виступало проти таких жорстоких мір. Посол вішистської Франції в США, Г.Анрі-Гей просив про пом'якшення умов блокади через страждання пересічних людей. Американська влада виявилася перед складною дилемою.
Американський економіст-консультант Карл Брандт писав, як Гітлер (та Сталін) використовує продовольство в ролі політичної зброї для розгрому досягнення своїх далекосяжних цілей. Серед іншого віна нагадав, що нацисти розпочали фізичне знищення ментально хворих людей, зокрема для економії їжі.

#### Ленд-ліз
Попри спори про доцільність чи гуманність блокади, в США практично не було суперечок щодо намагань допомогти Великій Британії в цій складний період. А враховуючи рекордні врожаї, Америка могла це легко реалізувати. Лондон за цей термін витратив на суму 1 млрд. £ на закупівлю потрібного, і ще 3 млрд. £ узяв позикою на придбання необхідних військових матеріалів та майна, але фінансова напруга вже почала відчуватися.
11 березня 1941 року президент США Ф.Рузвельт та Конгрес затвердили закон про програму ленд-лізу, який дозволяв здійснювати поставки військового майна, озброєння тощо дружнім державам, на що В.Черчилль відповів подякою американській нації за «нову Магна-Карта». З цього часу, незважаючи на оголошений офіційно нейтралітет, який протримався ще дев'ять місяців, Вашингтон явно продемонстрував свої приязні, на що Гітлер відповів командою своєму підводному флоту сміливо топити американські кораблі та судна.
10 квітня 1941 року американський есмінець «Ніблек», який забирав із затопленого голландського суховантажного судна вцілілих моряків, виявив підготовку німецького підводного човна до атаки й контратакував його глибинними бомбами, змусивши відступити. Цей випадок став першим бойовим зіткненням між США та нацистською Німеччиною в роки війни. Наступного дня американський флот розпочав регулярне патрулювання в морі своїми силами.

#### Ефект торгівлі з Південною Америкою
Блокада навколо Європи спричинила величезний удар по світовій торгівлі в цілому. Як тільки в Європі розпочалася війна, багато південноамериканських країн очікували заробити великі зиски на поставках до ворогуючих держав, як це було в Першій світовій. Майже вся болівійська мідь, свинець, олово та срібло, що добувалися в країні, поставлялися на європейський ринок, Уругвай та Бразилія постачали шерсть, консервовану та заморожену яловичину. Аргентина добувала 84 % світової долі насіння льону, практично вся здобич постачалася на експорт. Також експортувалися пшениця (23 % світових поставок), кукурудзи (71 %) та яловичина (50 %).
Однак, з початком воєнних дій, блокадою та контрблокадою, загальні постачання різко впали і велика кількість сировини зосереджувалася в портах. На початку лютого 1941 року основні виробники Аргентина, Бразилія, Уругвай, Парагвай та Болівія провели в Монтевідео провели конференцію, обговорюючи питання налагодження торговельних контактів між своїми країнами та по всьому континенту.

#### Операція «Барбаросса»
22 червня 1941 року німецький вермахт, вдершись на територію Радянського Союзу, розпочав операцію «Барбаросса». Опанування колосальними радянськими просторами не тільки задовольнили б потреби так званого «Лібеншраума» (нім. Lebensraum), а і повністю покрили б потреби нової Німецької імперії у сировині, в першу чергу в продовольстві. Стратегічний наступ по трьох головних напрямках розвивався доволі успішно та стрімко, в перші ж тижні, група армій «Центр» генерал-фельдмаршала Ф. фон Бока оточила та знищила радянські війська Західного фронту в Білостоцько-Мінському котлі; загальна чисельність тільки узятих у полон становила близько 300 000 військовополонених. Блискавично розвивався наступ на південному фланзі німецько-радянського фронту, де група армій «Південь» генерал-фельдмаршала Герда фон Рундштедта просувалася Україною та Молдовою. Величезні агрообробляємі землі, загальною площею понад 160 000 км2 вважалися одними з найродючіших у всьому світі. Чорнозем, який давав СРСР 25 % врожаю пшениці, колосальні запаси жита, ячменю, вівса, цукрового буряку, картоплі, соняшнику, льону, кукурудзи, тютюну та бавовни. Україна також була одним з найрозвинутіших індустріальних регіонів СРСР, що давав 80 % радянської сталі, 70 % заліза, 50 % сталі, 72 % алюмінію та 35 % магнію. Україна мала одні з найбагатших вугільних басейнів в Європі, видобуток на якому щороку забезпечував понад 67 млн тонн вугілля.
За перші шість місяців війни Червона армія зазнала нищівної поразки практично на усіх напрямках, вермахт знищив понад 70 % танків, третину усіх бойових літаків та дві третини радянської артилерії. Німеччина здобула Балтійські республіки, Білорусь, 90 % України, більш-менш економічно розвинуті площі західної Росії.
Разом з цим, незважаючи на нищівну поразку на першому етапі війни, керівництво СРСР спромоглося передислокувати величезні за обсягом індустріальні потужності на схід, до Сибіру, Уралу, Далекого Сходу. Багато підприємств, могутніх заводів заново відбудовувалися на новому місці. Ще 3 липня 1941 року Й. Сталін проголосив «тактику випаленої землі», все що не могло бути вивезеним на схід, знищувалося на місцях. Підривалися або спалювалися заводи, врожаї на полях, знищувалася худоба, аби це не дісталося ворогу.

#### Допомога союзників СРСР
2 серпня 1941 року Британія з США підписали Атлантичну хартію та розширили блокаду на Фінляндію, що змагалася на північному фланзі Східного фронту разом з нацистською Німеччиною. Британський прем'єр-міністр В.Черчилль оголосив Радянський Союз союзником та погодився постачати озброєння та військову техніку до Росії, яка потерпаючи від браку необхідного одночасно вживала потужних зусиль з відновлення економіки на Сході країни. За програмою ленд-лізу англо-американські ВМС постачали чималі партії автомобілів, літаків, боєприпасів, артилерійських систем, танків тощо, не рахуючи сировину, продовольство та інші стратегічно важливі для країни матеріали. Тільки Велика Британія, яка билася на усіх без виключення театрах війни й потерпала від браку найнеобхіднішого, передала СРСР безоплатно понад 4 500 танків «Валентайн», «Черчилль», «Матильда» та 4 200 винищувачів «Харрікейн» і «Спіфайр». США поставили Радянському Союзу товарів на суму 11 млрд. $, серед яких зокрема 4 800 танків «Шерман», 350000 вантажівок, 50 000 джипів, 7300 винищувачів «Аерокобра», 3 700 середніх та легких бомбардувальників. Також поставлено 2,3 млн тонн сталі, 230 000 тонн алюмінію, 2,6 млн тонн палива, 3,8 тонн продовольства та колосальну за обсягом кількість боєприпасів, вибухових речовин та іншого військового майна.
Напад Гітлера на СРСР підштовхнув британське керівництво до інтенсифікації стратегічних бомбардувань у надії, що послаблену через війну на Сході протиповітряну оборону Третього Рейху буде простіше прорвати. Повітряні атаки на об'єкти промисловості, в першу чергу нафтопереробної галузі, залишалися в пріоритеті. Нальоти Бомбардувального командування на цілі в Гамбурзі, Бремені та Кілі призвели до того, що останнє місто практично залишилося без об'єктів індустрії. В період з травня до грудня 1941 року британські бомбардувальники провели 105 рейдів на цілі в Німеччині, однак, розвідувальний аналіз довів, що ціною величезних втрат, вони не досягли визначеної цілі — економічний потенціал нацистської Німеччини не був підірваний.
22 червня 1941 року В.Черчилль оголосив, що Британія буде бомбардувати Німеччину вдень та вночі, і нарощувати кількість нальотів.
Однак, беручи до уваги величезні розміри Третього Рейху з окупованими країнами, доволі повносилу систему ППО Люфтваффе, гостру потребу в бомбардувальниках на інших фронтах і театрах війни, спроможності британського Бомбардувального командування щодо ефективного стратегічного бомбардування залишали бути кращими. Після величезних втрат зазнаних 7 листопада 1941 року, що становили до 10 % від бомбардувальників, що вилетіли на завдання, вище командування ухвалило рішення призупинити нальоти та сконцентруватися на зосередженні достатньої кількості сил для проведення операцій з весни 1942 року. Одночасно велися наполегливі роботи щодо створення новітніх навігаційних приладів GEE та надходження на озброєння важкого бомбардувальника «Ланкастер».

### Третя фаза
7 грудня 1941 року війна перейшла в іншу фазу. Японський імператорський флот завдав несподіваного потужного удару по військово-морській базі США в Перл-Гарборі, знищивши або вивівши з ладу велику кількість бойових кораблів американського Тихоокеанського флоту. Одночасно японська авіація провела напади на британські бази в Гонконзі, Сінгапурі, Малайї. Наступного дня світовий збройний конфлікт набув ще ширшого розмаху, воєнні дії охопили майже всю Землю. США оголосили війну Японії, Німеччині та їхнім союзникам.
З цього часу Сполучені Штати приєдналися до економічної війни, що Британська імперія вела протягом останніх двох років. 17 грудня Президент Ф.Рузвельт заснував Комітет економічної війни під керівництвом віцепрезидента Г.Воллеса, на якого покладалися завдання виробництва та постачання усіх необхідних матеріалів, що імпортуються, на потребу військової та загальної економіки й населення. У відповідності до розробленої програми США розпочали закупівлю й накопичення стратегічно важливої сировини, як-то хрому, нікелю і магнію, для створення стратегічних резервів.
З березня 1942 року в Лондоні при американському посольстві в країні почав роботу філіал Комітету економічної війни «для створення більш тісної взаємодії між багатьма гранями економічної військової активності між міністерство економічної війни Британії та урядом США». Обидві структури взаємоузгоджена працювали над планами та реалізацією суспільних дій. Разом вони вжили посильних заходів щодо скорочення, а в перспективі й припиняння імпортно-експортних операцій між нейтральними країнами — Португалією, Іспанією, Швецією, Туреччиною, Швейцарією та Аргентиною — та державами Осі, для недопущення подовження воєнних дій у Європі. Ці мірі мали різний ефект та наслідки, але в цілому досягли певних результатів.

#### Португалія
Португальський президент Антоніу де Салазар, як і його іспанський колега генерал Франко, вважався прибічником держав Троїстого пакту, однак зграбно лавірував між протиборчими сторонами, заробляючи на цьому профіт для власної економіки. Португалія постачала суходолом Гітлеру широкий спектр продуктів та матеріалів: рис, цукор, тютюн, пшеницю, хлористий калій, негорючі рідини, смоли, португальські торговельні компанії перевозили промислові діаманти та платину через з Африки та Південної Америки. В той же час, найвагомішим та більш коштовним внеском в експорт сировини був вольфрам. Карбід вольфраму був критично важливим для оборонно-промислового комплексу нацистів, він йшов на виготовлення високоміцної сталі, броні, бронебійних снарядів та швидкісних різаків для обробки деталей. На початку 1940-х років Португалія посідала перше місце в Європі з поставок до континенту вольфраму, а також ще одного компоненту — шеєліту, і щорічно з 1941 до середини 1944 року забезпечувала німцям постачання 2 000 м2 тобто 60 % потреби німецької промисловості.
Протягом останніх 500 років Португалія та Велика Британія були зв'язані тісними партнерськими вузами, Англія була основним торговельним партнером португальців, і з огляду на це, могла розраховувати на участь португальців у війні на своєму боці. Однак, Лондон не наполягав на цьому і у свою чергу Лісабон у кризовій ситуації кредитував британців; на 1945 рік вони винні були Португалії £322 млн фунтів стерлінгів.
У свою чергу Німеччина була другим за обсягами торговим партнером, який розплачувався з Португалією спочатку товарами власного виробництва, а після 1942 року все більше оплачував золотом, що було вкрадене в Європі. Союзники дали Лісабону зрозуміти, що після війни це золото буде конфісковане. Британія, що також скупляла вольфрам у цій країні, вірила, що переконавши керівництво Португалії не постачати вольфрам нацистам, може скоріше призвести до того, що Німеччина незабаром буде неспроможна продовжувати вести воєнні дії. Португалія, залежна від постачання американських нафти, вугілля, продукції хімічного виробництва, не могла не зрозуміти, якщо союзники введуть ембарго, їхня економіка постраждає і намагалися якось вціліти в тій ситуації.

#### Іспанія
На початок Другої світової війни франкістська Іспанія потерпала від серйозних наслідків, в першу чергу з-за громадянської війни, яка призвела до хронічного дефіциту продовольства. Згубним фактором також були наслідки морської блокади союзників, які намагалися в такій спосіб втримати пронацистське керівництво Іспанії від спокуси вступити у війну на боці країн Осі. Союзники використовували різні економічні важелі, в першу чергу обмежуючи постачання Мадриду нафти та нафтопереробної продукції. 23 листопада 1940 року В.Черчилль написав листа Ф. Рузвельту, що Півострів перебуває практично на межі голоду й американські пропозиції щодо щомісячних поставок продовольства впливатимуть на тамтешнє керівництво стосовно вступу у війну.
Однак, через заслуги в підтримці франкістів у громадянській війні, іспанська влада надавала посильну допомогу Берліну. Іспанські компанії працювали задля авіаційної промисловості, постачали промислові діаманти та платину, ртуть, вольфрам, по видобутку якого Іспанія посідала друге після Португалії місце у світі. З 1941 до 1943 року щорічно генерал Франко постачав 1100 метричних тонн руди (піренейські країни разом забезпечували 90 % потреби А.Гітлера у цьому стратегічно важливому матеріалі). Тільки після розгрому італійсько-німецької армії на півночі Африки та під Сталінградом у Росії, іспанське керівництво почало поступово впроваджувати політику нейтралітету і скорочувати темпи поставок стратегічної сировини нацистській Німеччині.

#### Швеція
На початок Другої світової війни Швеція була основним постачальником до Німеччини високоякісної залізної руди, кулькопідшипників, що поставлялося до норвезького порту Нарвік, звідкіля перевозилося морем до німецьких портів. Навесні 1940 року в контексті блокади противника Велика Британія спробувала провести операцію «Вілфред» з блокування цих морських шляхів. Союзні експерти в галузі економіки очікували на те, що це призведе до того, що німецький промисловий комплекс застопориться і ось зупиниться, але врешті-решт протистояння призвело до воєнних дій на півночі Європи та окупації Норвегії нацистами. Швеція виявилася в щільному оточенні країн Осі, більш того, вона сама опинилася під загрозою окупації, тому ні про яке скорочення поставок Берліну життєво важливих матеріалів мова не велася.
США та Британія змушені були піти на важливі поступки нацистам, дозволивши експорт деревини й залізних руд німців з використанням шведської залізниці. Однак, Швеція у своєму потуранні нацистів зайшла занадто далеко, санкціонувавши перевезення суднами сировини в Німеччину, і разом з цим, транспортування особового складу і техніки вермахту до країн Північної Європи й Балтики. Союзники всіляко тиснули на шведський уряд, намагаючись добитися зниження імпортно-експортних операцій між ними та Гітлером, але до 1943 року, незважаючи на офіційний нейтралітет, Стокгольм скоріше товаришував з Берліном, ніж намагався підтримати країни демократії.

#### Туреччина
Попри підписаний у жовтні 1939 року воєнний союз з Великою Британією та Францією, Туреччина, як і Швеція, Іспанія та Португалія, грала на дві сторони конфлікту, намагаючись виграти якомога більшу користь для себе. Торгівля працювала на два ринки. Так, з жовтня 1941 року турки почали масові поставки хромової руди для вироблення хрому німецькими заводами. Як і вольфрам, цей метал грав виключно важливу роль у виробленні озброєння та військової техніки для вермахту. Одночасно, турецька влада докладала зусиль не свариться з Англією та США і всіляко підтримувала економічні стосунки.
Завдяки програмі ленд-лізу Туреччина отримувала сучасну зброю для оснащення своїх збройних сил і утримання її в полі нейтралітету. Разом з цим, британські та американські дипломати докладали зусиль перетягти Стамбул на свою сторону й врешті-решт у лютому 1945 року Туреччина оголосила війну Третьому Рейху.

#### Швейцарія
Швейцарсько-німецькі відношення з початку воєнних дій у Європі були найскладнішими між усіх нейтральних держав континенту. Ще у довоєнні часи, вважаючи за наростаючу небезпеку з появою надзвичайно агресивного сусіда, який практично обложив цю країну, швейцарський уряд доклав багато зусиль, утворюючи величезні резерви продовольства, палива, іншого необхідного майна і сировини, та закупаючи зброю на всяк випадок і перебуваючи в постійній бойовій готовності в очікуванні вторгнення вермахту. Країна, що міцно утримувала нейтральний статус ще з 1815 року, мала всього 7 млн населення й навряд чи мала значний потенціал протистояти Гітлеру.
З середини 1940 року ситуація ще більше погіршилася: Швейцарія опинилася в повному оточенні нацистів і фашистів, усі її наземні сполучення із зовнішнім світом були в руках недружних сусідів. Разом з цим, попри такий стан справ, швейцарці конче не проминули скористатися своїми привілеями та мали гарні економічні стосунки з Берліном. Торгівля не переривалася, знамениті швейцарські компанії, серед яких Oerlikon-Bührle, Autophon A.G. тощо, постачали свою продукцію, зокрема суто військового призначення, як-то зенітні та протитанкові гармати, радіопередавачі, генератори, годинники, кулькопідшипники, штучний шовк, прицільні прилади, боєприпаси та інше, нацистам.
Через своє географічне положення Швейцарія також зазнала впливу блокади союзників, хоча дещиця потоків імпорту та експорту продовжували курсувати між країнами, незважаючи на окупаційну владу і штучні бар'єри, що виникли.
У грудні 1941 року намагання швейцарських військових закупити американські деталі для стрілецької зброї наштовхнулися на британську заборону, а у квітні 1942 року американський Комітет економічної війни увів квоти на швейцарську продукцію, а компанії Fischer Steel and Iron Works at Schaffhausen були внесені у «чорний лист».
Деякі швейцарські компанії та фінансові лідери підтримували нацистів у силу власних переконань та явній пронацистській спрямованості своїх дій. Банки Швейцарії продовжували надавати підтримку у фінансових операціях, переховуючи в себе вкрадені та забрані в окупованих країнах коштовності, твори мистецтва, золото, переважна більшість яких мала єврейське походження, що були знищені та закатовані німцями.
Починаючи з кінця 1943 року, коли вже у багатьох людей не лишалося сумнівів у підсумках війни, потік коштовностей з Німеччини на збереження до швейцарських банків почав розростатися. Нацистські бонзи виводили мільйони своїх «накопичень» з німецьких банків і переводили їх до Швейцарії. Громадяни цієї країни та фінансові інституції надавали активну «допомогу» в цих трансакціях, часто діючи третьою стороною при вирішенні проблем або у досягненні домовленостей між зацікавленими учасниками. Цюрихський промисловець та постачальник зброї Еміль Георг Бюрле створив на такого роду махінаціях найбільш коштовну приватну колекцію творів європейського мистецтва. Його колекція нараховувала близько 200 екземплярів, серед яких твори середньовічних майстрів Чезанне, Ренуара та ван Гога. У післявоєнний час частка цих «здобутків» була повернена своїм власникам, зокрема 13 картин вернули французьким родинам єврейського походження. 10 лютого 2008 року цюрихська поліція оголосила колекцію «найбільшою крадіжкою, що сталася у Швейцарії та можливо в Європі».
Відповідно до американських даних, викритих у післявоєнний час, багато хто з можновладців вважав, що на нейтральні країни, котрі підтримували торговельні стосунки з країнами Осі, обов'язково потрібно накласти каральні санкції, однак, не все було так гладко. Дехто думав, що у Швейцарії просто не було вибору щоб встояти в цьому середовищі, інакше Гітлер з Муссоліні могли розпочати вторгнення. Ще більше утримувало від жорстких заходів те, що багато міжнародних інституцій, які базувалися на території Швейцарії, як-то Міжнародний комітет Червоного Хреста, й ще вразливіше усі розвідувальні мережі, споконвічно закріпившись у країні, можуть зазнати величезних труднощів. Червоний хрест робив колосальні речі, рятуючи на окупованих землях людей, потерпаючи від воєнного лиха. Працівники організації поставляли вітаміни, медичні ліки, молочні продукти для дітей. У 1944 році Міжнародний комітет Червоного хреста був нагороджений Нобелівською премією миру за свою роботу. Швейцарія надавала укриття багатьом біженцям та особам, яких переслідував нацистський режим, у першу чергу євреям. А після повалення режиму Б.Муссоліні, тисячі союзних військових-втікачів з таборів військовополонених в Італії, переховувалися на швейцарській землі. Багато льотчиків бомбардувальників, яких збили німецькі засоби ППО, здобула притулок у швейцарських родинах, отримувала документи та ховалася від нацистів.
Незважаючи на величезні запаси продовольства, створені напередодні війни, відносно повільну торгівлю, раптом швейцарці почали страждати від дефіциту їжі, вугілля, інших речей.

#### 1942
На початку 1942 року ситуація для союзників залишалася бути дуже складною. За два перших місяці німці потопили 117 суден в Атлантиці, стан справ з постачанням продовольства до Британських островів був критичним.
9 лютого А.Шпеєра призначили головою німецького міністерства озброєнь, визнаного організатора та керівника, який швидко організував роботу відомства, налагодив систему виробництва та постачань, відновлення пошкоджених унаслідок бомбардування заводів та фабрик. Результати його роботи були приголомшливі, місяць за місяцем німецька економіка демонструвала чудеса продуктивності.
14 лютого британський Воєнний кабінет затвердив рішення про початок бомбардувальної кампанії для підриву морального духу німецького населення, а вже 22 лютого енергійний повітряний маршал А.Гарріс очолив Бомбардувальне командування. Незабаром довгоочікуваний важкий чотиримоторний бомбардувальник «Ланкастер» надійшов на озброєння бомбардувальних ескадрилей; нове навігаційне обладнання GEE також почало постачатися у війська.
На початку березня 1942 року 200 британських літаків провели масштабний наліт на танковий завод «Рено» у Булонь-Біянкур, поблизу Парижу. За ним послідкувало серія ще з восьми нальотів бомбардувальної авіації на Ессен. Однак, за результатами оцінки керівники Бомбардувального командування були надзвичайно розчаровані ефективністю таких коштовних рейдів вглиб території противника. Попри тому, що на цілі за допомогою флаерів наводили заздалегідь підготовлені підпільники, лише одна з 20 бомб влучала в радіус 8 км від цілі. Спроби проводити нальоти вдень призвели до різкого зростання втрат бомбардувальників від зенітного вогню та протидії винищувачів Люфтваффе, тому від цього способу довелося відмовитися. Британці повернулися до тактики нічних рейдів на об'єкти.
Весною 1942 року командувач Бомбардувального командування маршал повітряних сил А.Гарріс запропонував ідею проведення рейду 1000 бомбардувальників одночасно. Але, британська авіація мала обмаль літаків цього типу і тільки в ніч з 30 на 31 травня 1942 року, зібравши з усіх своїх частин середні та важкі бомбардувальники, Королівські Повітряні сили завдали удару по Кельну.
З липня 1942 року американські бомбардувальники В-24 «Ліберейтор» та B-17 «Летюча фортеця» почали денні рейди по цілях у Бельгії, Норвегії, Нідерландах та на півночі Франції, зосереджуючись на аеродромах Люфтваффе, залізничних станціях та перегонах, виявлених районах зосередження сил та засобів німців. Під час одного з таких нальотів американці вразили алюмінієвий завод у норвезькому Героя поблизу Тронгейма. Цей промисловий центр грав виключну роль у виробництві синтетичного кріоліта, що використовувався у виробництві алюмінію.
З середини листопада 1942 року Королівські ПС розпочали серію з 16 масованих нальотів на Берлін. Продовжувалася практика так званих 1000-бомбардувальних нальотів: британці атакували промислові об'єкти в Рейнській зоні, в Гамбурзі, Ессені та Бремені, скидаючи кожного разу тисячі тонн авіабомб. Сумарно тільки за 1942 рік британська бомбардувальна авіація скинула на німецькі міста та цілі 37 000 тонн авіабомб, втричі більше ніж Люфтваффе скинуло на Британію у 1940-на початку 1941 року.
Рейди бомбардувальників на Німеччину ставали все більш інтенсивними та агресивними. Попри слабкі результати нальотів, британці продовжували методично завдавати ударів з повітря по вкрай важливих об'єктах, намагаючись чисельними нальотами паралізувати економіку Третього Рейху. Німецьке командування використовувало димові завіси, потужні протиповітряні засоби та засоби придушення, маскуючи пристосування, зокрема муляжі цехів, приміщень і навіть цілих фабрик і заводів, але все це не зупиняло англо-американську авіацію.
25 лютого 1942 року союзники розпочали тотальну стратегічну кампанію з бомбардування цілей на континенті, а вже за кілька днів британське Бомбардувальне командування почало довгострокову битву за Рур, комплекс масованих рейдів бомбардувальників на зруйнування економічного потенціалу Німеччини.

#### Прориви блокади
На середину 1942 року Третьому Рейху та Японській імперії вдалося заснувати налагоджену систему комунікацій. Окуповані японцями держави, колонії та території в Тихоокеанському регіоні були багатими на нафту, гуму, вольфрам. Водночас, Німецький рейх міг передати своїм колегам по Троїстому договору вкрай необхідні інструменти точного машинобудування, креслення та кулькопідшипники, від браку яких потерпала японська військова економіка. Незважаючи на 9000 км дистанції між Берліном та Токіо та наявність безмежних просторів СРСР між ними, обидві сторони докладали чимало зусиль для обміну найнеобхіднішими товарами та матеріалами. Судна, завантажені цінною сировиною, курсували океаном без ходовим вогнів та при вимкнутому радіо. За даними британської розвідки перше японське судно з гумою прорвалося через Індокитай до Західної Африки, де потай вантаж перемістили на невеликі швидкохідні судна, які вночі проривалися до французьких портів на Середземномор'ї. Міністерство економічної війни оцінювало, що щонайменше 15 японських суден прорвали морську блокаду навколо Європи та доставили стратегічно важливу для німців сировину до кінця 1942 року.
Одним з найвідоміших центрів для проривачів блокади був французький порт Бордо. Розташований у глибині 110 км від океанського узбережжя, порт, який до того ж був одною з головних баз німецьких й італійських підводних човнів, що активно діяли в Атлантичному океані, вважався одною з найзахищеніших та потужніших військово-морських баз у Європі. Навколишні води на постійній основі патрулювали чисельні патрульні кораблі та катери, на суходолі дислокувалися потужні формування. Плани зірвати постачання морем до цього порту шляхом атак з моря чи з повітря були визнані неефективними та такими, що могли привести до значних втрат серед мирного населення та літаків. Тому, британці вирішили знайти інший шлях до розв'язання так званої «бордоської проблеми».
Об'єднані повітряні сили союзників почали відслідковувати рух проривачів блокади. Користуючись даними розвідки, наприкінці 1942 року було перехоплене в Індійському океані 8000 вантажних суден, які прямували під нейтральним прапором та чужим ім'ям (з помилками). Врешті-решт союзні бойові кораблі перехопили його, команда встигла послати його на дно океану та здалася; 78 німців були запроторені до полону.
Намагаючись захистити вкрай важливі для них вантажі, німці ризикували своїми бойовими кораблями. У кінці 1943 року вони відправили в Біскайську затоку значні сили на супровід такого судна, але в бою, який зав'язався втратили три міноносці (Z27, T25 та T26). До травня 1944 року 15 суден-проривачів блокади були перехоплені та потоплені й небезпечний, але життєво необхідний трафік сполучення між Японією та Німеччиною зійшов нанівець. З того часу поставки стратегічно важливої сировини здійснювалися лише підводними човнами у мізерних об'ємах. За оцінками міністерства економічної війни 45 000 тонн гуми, 1 500 тонн вольфраму, 17 000 тонн олова та 25 000 тонн мінеральних мастил, а також такі важливі ліки як хінін (quinine) було знищено кораблями-перехоплювачами.

#### 1943
1942—1943 роки стали ще одними у низці неврожайних років у Франції. Таки сільськогосподарські регіони, як Вексен, Босе та Брі потерпали від посухи. Зернові були неповноцінні, на луговинах корма були занадто скудні, худоба не отримувала достатньо їжі й це призводило до різкого падіння виробництва м'ясо-молочного сектору.
На селі почалися масові конфіскації зернових: 40 % забирали німці, 40 % французька влада на потребу населення країни, і 20 % залишалися фермерам. Дощі, що тривали того року, майже знищили врожай помідорів, картоплі і бобів у провінціях Нормандія, Бретань і поздовж Ла-Маншу. В регіонах Турень і Бургундія надто посушлива погода загубила посіви кормових сортів зерна для годування худоби, кроликам на корм йшли листя з дерев.
Землі, що лежать південніше Луари, постраждали значно менше від погодних негараздів, але через загрозу вторгнення військ противника, німецькі окупаційні влади практично обирали все, що вродилося, на потребу власного війська.
Герман Герінг оголосив у своїй промові, що згідно з нацистським Новим порядком, раса панів має повне право забирати в окупованих народів їжу, і ті, що голодує, ні є німцями. Нормування продовольства набуло величезних масштабів і залишалося занадто жорстоким. Навіть з купонами неможливо було придбати багато предметів. Максимальні ціни були встановлені на все, але чорний ринок підтримував ціни, що перевищували офіційні в 5–15 разів. Дешеві ресторани великих міст пропонували страви, що складаються з ріпи або моркви, виготовлених без будь-якого жиру. Усі спиртні напої були конфісковані для промислового використання.
Міністерство економічної війни продовжувало отримувати прохання про часткове послаблення блокади, часто, вважаючи, що це не призведе до суттєвого впливу на ворога, однак усі благання твердо відхилялися. Міністерство вважало, що будь-яке послаблення блокади неминуче буде використане нацистами на власну користь, і заявило, що вони «не дадуть їм послаблення».

### Четверта фаза
Поразки Німеччини й її союзників під Сталінградом та Ель-Аламейном довели, що поступово чаша війни почала схилятися на бік антигітлерівської коаліції. З появою потужніших есмінців та нових легких ескортних авіаносців, котрі могли забезпечити конвої постійним повітряним прикриттям, «Середньоатлантичний розрив», де кораблі не могли бути забезпечені прикриттям з повітря, був закритий.
Починаючи із середини 1943 року U-Boot вже не могли перемогти в битві за Атлантику. Втім британці продовжували утримувати контроль над контрабандою в морі. Дефіцит робочої сили в Німеччині постав настільки гостро, що Німеччина все більше почала покладатися на рабську працю працівників, завезених з окупованих земель Європи. Французький колаборант П'єр Лаваль пообіцяв негайно відправити ще 300 000 робітників до Німеччини.
Командувач Бомбардувального командування сер Артур Гарріс та його американський колега генерал-майор Айра Ікер переконували Вінстона Черчилля та Франкліна Рузвельта в тому, що до кінця 1943 року вони, так би мовити, «вибомблять» нацистську Німеччину з війни за умови, що ніхто не додумається скоротити ті сили, що виділяються на стратегічне бомбардування ворога. Гарріс був відомим серед західних союзників за свою красномовність та безжалість і відсутність співчуття до цивільного німецького населення, що гинуло під бомбами союзників. Як висловився один з його підлеглих: «О, ми любимо його, він настільки криваво нелюдяний». Гарріс щиро вірив у те, що завдяки масованому бомбардуванню Німеччини союзним наземним військам лишень залишиться пройти та окупувати континентальні території.
У свою чергу прем'єр-міністр В. Черчилль вважав, що доки в нього немає інших засобів перемогти Гітлера, стратегічні бомбардування підуть на користь. Втім, його вищий командний склад флоту та армії не поділяв цієї думки й скептично ставився до самої стратегії тотальних бомбардувань. Вони погоджувалися, що бомбардувальна авіація послабить німців і піде в нагоду з початком масованого вторгнення на континент.
Незважаючи на високі темпи та масштаби проведених бомбардувань, лише 10 % авіабомб, що впали на німецьку землю, можливо було зараховувати на ураження визначених об'єктів та цілей. Тому, союзна бомбардувальна авіація знову і знову здійснювала рейди, втрачала літаки та, що страшніше, екіпажі своїх бомбардувальників, і продовжувала це робити. Звісно, німецька економіка потерпала від ураження своїх заводів та фабрик, залізничних об'єктів інфраструктури тощо. Так на початок 1943 року німецькі залізниці втрачали щомісячно близько 150 локомотивів, не кажучи вже про вагони та платформи, внаслідок ворожих бомбардувань.
У ніч з 16 на 17 травня 1943 року Королівська авіація здійснила широковідомий рейд — операцію «Частайз» — з бомбардування дамб у Моне, Едері та Сопре, котрі входили до системи гідроспоруд річки Рур і забезпечували електроенергією багато індустріальних центрів Рурського басейну, виробників сталеливарної промисловості. Рейд призвів до загибелі щонайменше 1500 людей та безлічі свійської худоби, які утонули внаслідок розливу води. Однак і британці втратили 18 літаків.
24 липня 1943 року Гамбург, один з головних індустріальних центрів з виробництва танків «Тигр» та 88-мм зенітних гармат, зазнав тотального бомбардування в ході операції «Гоморра». Від бомб союзної авіації загинуло близько 42 000 людей.
Порівняно з Королівськими Повітряними силами, американська 8-ма повітряна армія мала на початок стратегічних бомбардувань Німеччини у своєму розпорядженні незначні сили, що становили лишень 1/10 від британських. Втім, американська промисловість високими темпами поповнювала ряди своєї бомбардувальної авіації новітніми літаками, що стало приносити значні результати.
1 серпня 1943 року американська авіація в операції «Тайдл Вейв» атакувала нафтові поля Плоєшті в Румунії, як частину реалізації свого, так званого «Нафтового плану». Однак, перша спроба пройшла з дуже негативними наслідками: американці втратили 54 бомбардувальники зі 177, що брали участь у авіанальоті.
14 жовтня 8-ма армія провела одну з найуспішніших своїх операцій з 16 атак на кулькопідшипниковий завод у Швайнфурті. Проте, наслідки руйнувань від бомбардувань були доволі швидко ліквідовані гітлерівцями, разом з тим втрати американських бомбардувальників були конче високими. Це було пов'язано з цим, що винищувачі ескорту в силу технічних параметрів супроводжували важкі бомбардувальники лише на частині їхнього польоту, решту вони виконували без супроводження. Звідсіля й високі втрати серед пілотів бомбардувальної авіації.
Американська стратегічна авіація нарощувала свої потужності, удари завдавалися все частіше та сильніше, із зосередженням на заводах авіаційної промисловості противника у Франції, Нідерландах, Бельгії та Німеччини. За підрахунками союзних аналітиків, німецька авіаційна промисловість втратила на жовтень 1943 року близько 30 % свого потенціалу через наслідки бомбардування. Але, разом з цим, пізніше з'ясовувалося, що об'єкти, нібито знищені продовжують працювати та виготовляти важливу зброю для нацистів.
На початку листопада 1943 року Міністерство економічної війни опублікувало узагальнені дані з аналізом прибутку до німецької економіки в результаті окупації європейських країн у 1940—1941 роках. На їх погляд Берлін здобув понад $ 12 800 000 000 за роки окупації та продовжує вливати у власну економіку близько $ 4 800 000 000 щорічно. Так, Польща, країна, яка більш за інші окуповані німцями держави, потерпала від наслідків війни — примусово постраждала від конфіскації власності своїх громадян, німцями були забрані усі текстильні, промислові та продуктові виробничі потужності, понад 9000 фабрик та заводів, 60000 підприємств зазнали примусової експропріації, 80 % врожаю 1942 року було віддано німецьким окупантам. Чехословаччина втратила свій золотий запас, своє зерно, шахти, центри важкої індустрії та текстильної промисловості. Збитки становили близько $ 1 200 000 000. Голландська економіка перебувала під тотальним контролем окупаційної влади, державні виплати окупантам втричі перевищували власні видатки на потреби Амстердама. Бельгія, чиї уряд перебував в екзилі в Британії, лишилася без золотовалютного резерву вартістю у $260 000 000, який опинився у розпорядженні уряду Віші. На початок 1943 року 1500 локомотивів, 75000 вагонів бельгійської залізниці перебували в розпорядженні окупаційної гітлерівської влади.
В Югославії в 1941 році нацисти та фашисти конфіскували усі автомобілі в населення та економіці, а в 1942 році черга дійшла й до велосипедів. В Норвегії німці масово конфісковували особисте майно, забирали у норвежців навіть ковдри, теплу білизну, вітростійкі жакети тощо.
Окупаційні війська, що дислокувалися в населених пунктах, забирали меблі, домашні речі, цінності і відправляли це своїм родинам до Німеччини.
Результатом союзних бомбардувань стало те, що велика кількість підприємств, заводів, фабрик та мирного населення почали переселяти на схід. За наказом Альберта Шпеєра індустріальні потужності перевозили далі від атлантичного узбережжя, в першу чергу до Чехословаччини. До кінця 1943 року майже 6,9 млн німців евакуювали з розбомблених міст подалі на схід. І разом з цим, незважаючи на колосальні збитки, втрату багатьох важливих індустріальних центрів, саме в цей період протистояння, ніколи раніше німецька економіка не була настільки потужною.

#### 1944
На початок 1944 року верховному керівництву союзників стало зрозуміло, що обіцяний крах німецької економіки завдяки масованим бомбардуванням, не наступить, тому почалася інтенсивна підготовка до вторгнення наземних сил до окупованої Європи. Одночасно, західні союзники посилили міри економічного тиску на ті країни, що продовжували мати справу за нацистами. Іспанія, Португалія та Швеція зазнали потужної критики з погрозами припинити торгівлю стратегічно важливою сировиною з Берліном. У січні 1944 року британське міністерство економічної війни видало оцінку, що гітлерівська економіки отримує щомісяця від Іспанії понад 100 тонн вольфраму. Під тиском британців міністр економіки та торгівлі Іспанії заявив, що його країна не може собі позволити позбавитися такого прибутку на продаж сировини, яка настільки коштовна у воєнний час. Погрози економічних санкцій з боку США позбавити іспанську промисловість нафти дали результати; з травня 1944 року Мадрид знизив обсяги поставок вольфраму Берліну. Але, незабаром союзна розвідка викрила, що потай іспанці продовжують поставляти стратегічну сировину, й її обсяги становили лише в липні 1944 року понад 800 тонн. Тільки після переможної кампанії у Франції літом 1944 року та заблокуванню іспансько-французького кордону вдалося припинити ці нелегальні поставки вольфраму.
У червні 1944 року Велика Британія під загрозою економічних санкцій нарешті добилася від Португалії закриття морських баз на Азорських островах, яким користувалися кораблі та підводні човни Крігсмаріне. У відповідь Лісабон ввів повне ембарго на поставки вольфраму будь-яким країнам, що Осі, так і Антигітлерівської коаліції.
Під постійним дипломатичним тиском держав Антигітлерівської коаліції Швеція почала поступово знижувати обсяги торговельного оберту з Німеччиною. Туреччина відповідно почала зменшувати свої поставки хрому, на що у листопаді 1943 року Шпеєр заявив, що без імпорту турецького хрому німецька промисловість з вироблення броні зупиниться через 10 місяців. Захід давив на Анкару і до квітня 1944 року усі поставки припинилися.
Отже, хоча вся окупована німцями Європа виробляла втричі більше сталі аніж Британія, без налагоджених поставок дефіцитних металів з-за кордону, промисловість гітлерівської Німеччини не могла випускати потрібну броню, і заміни цьому не було.
На Східному фронті Червона армія відбила величезні заклади марганцю в Україні, які забезпечували 200 000 тонн з 375 000 потреби воєнної індустрії кожного року. У Скандинавії почалися проблеми з поставками з фінського Петсамо нікелю, а з норвезького Knaben перестав надходити молібден.
20 лютого американська військова авіація розпочала операцію «Великий тиждень», планом якої передбачалося завдати максимального ураження базам Люфтваффе та іншим об'єктам авіації противника. Метою визначалося якомога більше знизити бойовий потенціал авіації Герінга з огляду на підготовку союзників до вторгнення у Франції. Протягом шести днів американські бомбардувальники методично атакували аеродроми, авіаційні заводи, ремонтні майстерні, цілі в Лейпцигу, Брюнсвіку, Готі, Регенсбурзі, Швайнфурті, Аугсбурзі, Штуттгарті та Штаєрі. Вночі до справи приступали британські важкі бомбардувальники. Завдані збитки були настільки великими, що Мільх доповідав Шпеєру, що в березні обсяги виробництва авіапромисловості становитиме максимум 30-40 % від лютого.
Однак, Альберту Шпєєру вдалося зробити щось неймовірне — за декілька тижнів завдані збитки були ліквідовані і потужності виробничо-промислової бази військової авіації повернулися до попередніх обсягів. Більш того, на літо 1944 року німецька індустрія почала випускати на 40 % літаків більше ніж рік потому. Випуск сучасних танків постійно зростав, ними можливо було не лише озброювати нові дивізії, призначені для оборони Західної Європи від вторгнення союзників, що наближалося, а й перекривати утрати боїв на Східному фронті.
З 1944 року союзники перейшли на цілодобовий, нескінчений циклічний процес бомбардування важливих об'єктів, цілей, ліній комунікацій, виробничих потужностей, портів, аеродромів, готуючись до висадки в Нормандії. Втім, вони не зробили найнеобхіднішого — не змогли знайти «Ахіллесову п'яту» вермахту; усі німецькі збройні сили, величезна кількість танків, бронетранспортерів, літаків, кораблів конче залежала від паливо-мастильних матеріалів, яких у Німеччині вкрай бракувало.
На початку березня американці почали повітряні рейди на кулькопідшипникові підприємства в Екнері, та атакувати цілі на румунських нафтових підприємствах і виробництвах у Плоєшті. 12 травня союзники розбомбили завод синтетичного палива в Лейні, Болені, Зейці та Лютцендорфі. Збитки були настільки великими, що протягом кількох тижнів жоден із заводів не міг повернутися до виробництва пального. Американці знову провели рейд на заводи переробки нафти, і знову німецька промисловість зазнала колосальних втрат. Пізніше Альберт Шпєєр сказав, що саме цей момент став поворотним у війні.

#### День Д
В міру наближення Дня «Д», інтенсивність бомбардувань союзниками нафтових полів Плоєшти все більше наростала, німецька система ППО вже не могла впоратися з такими потужними та добре захищеними хвилями бомбардувальної авіації противника. 12 та 20 червня британське Бомбардувальне командування провело потужний наліт на гідрогенізовані заводи Рура і практично вивела східні заводи з ладу, темпи виробництва різко впали. Шпєєр висловився, що якщо ситуацію не виправлять до вересня, то на німецьку економіку чекає повна катастрофа.
Ще до початку висадки морського десанту на узбережжя Нормандії, і в процесі нарощування зусиль небо над атлантичними плацдармами перебувало під повним контролем союзної авіації. Постачання було налагоджено оригінальнішим чином: паливні матеріали постачали системою «Плуто», мережею нафтопроводів, що простягалася від Англії до французького узбережжя.
Отже, німецьким військам на Західному фронті доводилося вести бойові дії в набагато гірших умовах; існувала найнагальніша проблема з паливом, до того ж шляхи комунікацій та постачання перебували під постійними ударами авіації союзників. Усі переміщення здійснювалися переважно вночі.
13 червня 1944 року Гітлер вперше в історії застосував ракетну зброю. Перші 120 крилатих ракет V1 впали на англійську землю, зокрема на Лондон, спричинивши загибель великої кількості мирного населення. До кінця червня понад 2000 крилатих ракет було випущено по Британських островах. Союзникам довелося перенацілювати значну частину своєї авіації на боротьбу з новою загрозою. Понад 40 % бомбардувальної авіації були залучені до операції «Кроссбоу» — спробі союзників зірвати ракетні удари нацистів по Британії.

#### Проблеми союзників з постачанням
Після успішної висадки в Нормандії, захоплення та закріплення на здобутих плацдармах, англо-американські війська розпочали низку операцій з прориву вглиб французької території. Однак, натиск наступальних операцій поступово почав загальмовуватися, і пов'язано це було з труднощами забезпечення величезних формувань найнеобхіднішими матеріальними ресурсами, особливо боєприпасами та пальним. Проблема полягала не у складності доставки на берег Франції, цей процес був налагоджений належним чином. Справа ускладнювалася тим, що в міру наступу, британські та американські частини все дальше віддалювалися від берегових баз постачання та забезпечення. Деякі підрозділи були вже на відстані до 800 км від вихідних плацдармів, де були сконцентровані величезні запаси. Кожна дивізія потребувала близько 600—700 тонн матеріальних запасів щодня, артилерійські формування для виконання завдань мали отримувати щомісячно 8 млн снарядів. Темпи наступу, попри намагання розгорнути гнучку систему поставок, почали гальмуватися і наприкінці серпня 1944 року усі наступальні операції повністю припинилися через відсутність у частинах пального.
Проблема загострювалася тим, що в зоні висадки союзного десанту не було глибоководних портів, спроможних приймати великі судна постачання з необхідними запасами. Під тиском англо-американців німці відступали, застосовуючи «тактики спаленої землі», вони нищили усі портові споруди, намагаючись у такій спосіб зірвати просування противника далі вглиб території Франції.
На початок вересня єдиним непошкодженим глибоководним портом лишався бельгійський Антверпен. Управління спеціальних операцій за сприянням міністерства економічної війни розробило і провело операцію «Контрскорч», спеціальну операцію із залученням бельгійського руху опору, чиї повстанці опанували морський порт і утримували його до підходу союзних військ. Визволення Антверпена значно полегшило становище із постачанням союзників на континенті, але навіть він не міг покрити усі нагальні потреби британських та американських формувань, що билися в Європі. Лише наприкінці листопада після битви на Шельді, союзному командуванню вдалося налагодити надійну та розгалужену систему поставок через морські порту Європи своїм арміям усілякого майна.

#### Втрата Балкан
На початок жовтня 1944 року військово-політична та економічна ситуація в Німеччині разюче відрізнялася від попередньої. Наслідком визволення французьких та люксембурзьких залізних шахт, закриття шведських портів для нацистів, і звідсіля припинення постачання залізної руди Берліну, а також втрата континентальних шляхів постачання з Іспанії, призвело до того, що, за оцінкою британського міністерства економічної війни, у порівнянні з 1943 роком, поставки залізної руди нацистам скоротилися на 65 %. До того ж виробництво 45 % чавуна і 40 % сталеплавильних підприємств були втрачене.
Ліквідовані поставки міді з Туреччини та Іспанії, припинилися постачання з мідних шахт у Борі в Югославії та Оутокумпу у Фінляндії. Втрата югославських та інших балканських шахт перервала останні можливості отримання хрому та на 40 % знизили постачання свинцю. Втрата французьких та югославських бокситів знизила на 50 % спроможності заводів Шпеера. Мало того, значний відсоток металургійної промисловості нацистської Німеччини становив збір металобрухту по всій окупованій Європі. Фінляндія припинила постачання кобальту, що становило 80 % німецької військової промисловості.
Проте, нацистська окупаційна влада вживала суворі каральні заходи протидії спротиву народів Європи. Коли голландці розпочали загальнонаціональний страйк на залізниці, зриваючи перевезення військ вермахту, окупанти ввели ембарго на поставки продовольства до західної частини Нідерландів, що спровокувало колосальний за розмахом Голландський голод 1944 року.
З серпня 1944 року Стокгольм з'ясував, що ризики з поставками залізної руди Гітлеру надмірно високі й на фоні загального краху нацистської Німеччини можуть призвести до сумних наслідків, і припинив експорт залізної руди суднами до німецьких портів. З листопада усі торговельні зв'язки між країнами були закриті.
Швейцарія, після піврічних переговорів та пошуків компромісу із союзниками, погодилася скоротити обсяги торгівлі з німцями, скоротивши до 1/3 об'єми щорічних поставок продуктів машинобудування та точних приладів, знизивши до 10 % поставки кулькопідшипників і до 5 % боєприпасів у порівнянні з 1942 роком.
На осінь ефективність нальотів союзної бомбардувальної авіації на об'єкти нафтопереробної промисловості досягла такого рівня, що виробництво пального для вермахту у вересні 1944 року ледве сягало 8 % від рівня квітня того ж року через повний розгром усієї індустрії. До речі німецька авіаційна промисловість вийшла на цей час на максимальні показники виробництва винищувачів, але палива для них вже не було.
12 листопада біля норвезького острову Хакея західніше Тромсе після багаторазових спроб, бомбами «Толлбой» британської авіації нарешті був потоплений німецький лінійний корабель «Тірпіц», «гроза арктичних морів». У реальності цей потужний лінкор фактично не виходив у відкрите море саме через брак корабельного палива.
З цього етапу, бомбардувальники США та Великої Британії знизили масштаби повітряних рейдів на об'єкти виготовлення пального й переключилися на виведення з ладу транспортної інфраструктури німців. Ті ж нафтопереробні заводи, що з часом відновлювали свою роботу, зазнавали повторних масованих бомбардувань і знову зупинялися. З кінця 1944 року союзна авіація здобула повне панування у небі над Німеччиною.

#### 1945
На початку війни німецька транспортна мережа перебувала у відмінному стані: розгалужена сіть сучасних автобанів, гарні залізниці, комплексна мережа річок та каналів, що з'єднувала різні частини великої країни, були серед найкращих у світі. Але з осені 1943 року усе це стало привабливою ціллю для бомбардувальників союзників. Усі транспортні хаби, розв'язки шляхів, об'єкти дорожньої інфраструктури водночас стали уразливими для ударів з повітря. Індустріальні центри виявилися ізольованими через методичне та ефективне бомбардування союзниками цих цілей. Незабаром колись цілісна транспортна система стала напівпаралізованою, багато регіонів почали страждати від втрати комунікаційних мереж, Рурський басейн економічно став ізольованим від решти Рейху.
Попри неймовірні зусилля керівництва Німеччини щодо реорганізації індустрії, промисловості, транспорту тощо на початку 1945 року навіть найвизначніший менеджер Рейху Шпєєр визнав поразку битви озброєнь. Найперспективніші розробки у галузі сучасної зброї, як-то ракети типа Фау-1, Фау-2, реактивні винищувачі Me 262 не могли бути реалізовані через методичне знищення промислової бази і нестачу найнеобхідніших матеріалів та сировини.
Під тиском західних союзників, що прорвалися до Рейну, та Червоної армії, котра наступала зі сходу мільйони біженців почали стікатися у центральну Німеччину, привнісши безлад та хаос у і без того напружене життя мешканців великих міст. З настанням суворої зими проявилися колосальні проблеми з продовольчим забезпечення сотень тисяч німців-біженців.
Наприкінці повного краху Німеччини багато могутніх концернів та фірм, відчуваючи поразку гітлерівського режиму, почали вживати активні дії щодо збереження своїх капіталів і виведення їх у нейтральні країни. Союзна розвідка все частіше отримувала відомості, що з цією метою деякі компанії, на кшталт Schering, IG Farben, Bosch та Mannesmann Rohrenwerke, стали активно продавати свої патенти шведським фірмам. Нацисти виводили левову долю награбованого з усієї Європи за кордон, переводячи фінанси на рахунки своїх агентів у різних країнах світу. Намагаючись зберегти свої кадри, ресурси тощо з метою подальших планів щодо розв'язання нової війни німецькі агенти активно скували іноземну валюту та переводили її до банків Швеції, Іспанії, Португалії, Швейцарії.
У липні 1944 року на конференції ООН у Бреттон-Вудз американці виступили ініціаторами створення програми «Надійна гавань», яка стала базовою основою для заснування Світового банку та Міжнародного Валютного Фонду. Програма мала за мету попередити будь-які переміщення, розміщення та приховування вкрадених золотих запасів та інших коштовностей, у першу чергу не допустити витоку нацистських награбованих цінностей за межі країни та концентрації їх у нейтральних країнах і обов'язкове повернення награбованого їхнім власникам. Наслідком роботи програми стало примушення більшості країн скоротити або навіть припинити таку діяльність щодо перекачування нацистами своїх «здобутків» в їхні банкові системи.
У листопаді 1944 року шведський уряд законодавчо прийняв правила посиленого контролю над фінансовими потоками, що відбувалися з Німеччиною, і здобув великого прогресу в ідентифікації нацистського майна і резервів, та запобіг вливанню цих фондів у власну економіку. Але повністю уникнути цього було неможливо. Так, за оцінкою західних експертів сума награбованого золота, що потрапила в економіку Швеції коливалася від $18,5 до $22,7 мільйонів доларів. І хоча британські, французькі та американські фінансові експерти припускали, що золотовалютний запас Стокгольму виріс за часи війни завдяки торгівлі, але підрахувати точно скільки з цього надійшло за рахунок переведеного золота нацистів не уявлялося можливим.

### Післявоєнний час
Наприкінці травня 1945 року, після завершення воєнних дій на території Європи, більша частина континенту лежала в руїнах. Гостра нестача їжі, медикаментів, предметів першої необхідності помножена на багато мільйонів біженців та переміщених осіб посилювали атмосферу хаосу, що охопила європейські країни. Близько 10 млн осіб мешкали у жахливих умовах в тимчасових таборах або у непристосованих для життя бараках та спорудах.
У двох наддержавах, що з'явилися на світ після Другої світової, СРСР та США, післявоєнне економічне зростання значно набирало обертів до 1948 року, хоча причини були дуже різними. У Росії великий стимул надавався галузям промисловості, що розвивалися, в результаті шаленого військового виробництва, якому частково допомагали передові промислові заводи, які СРСР вивіз зі східної Німеччини після її окупації. Натомість Америка, яка перебувала в сильній депресії в 1930-ти роки, коли величезні промислові ресурси простоювали, а 20 % населення США були безробітними, йшла іншим шляхом. Переозброєння та пізніше війна оживили ці ресурси, що в поєднанні зі зростаючими інвестиціями та інфраструктурою, яка не постраждала внаслідок воєнних дій, на кшталт Європи, надали значній поштовх американській економіці, не зважаючи на те, що певний відсоток безробіття все ще залишався у країні. Приблизно така ж ситуація склалася в Канаді, економіка якої була тісно пов'язана з Америкою, і яка також не зазнала бойових дій на своїй території. Війна змінила закономірність міжнародної економіки, залишивши США на дуже сильних торгових позиціях, зумівши звільнити міжнародну торгівлю на свою користь як наслідок ленд-лізу, і змусивши британців погодитися на конвертовність валюти.
Економіка Великої Британії сильно постраждала від різкого припинення програми ленд-лізу через кілька днів після остаточної поразки Японії в серпні 1945 року. Під час війни Британія втратила багато своїх вигідних експортних ринків і тепер зіткнулася з щорічним дефіцитом платіжного балансу в 1,2 мільярда фунтів стерлінгів. Як і в Першу світову війну, Британія вийшла з війни у військовому відношенні тріумфально, але економічно бідніша (карткове нормування закінчилося аж у 1953 році). Економіст Джон Мейнард Кейнс був відправлений до Сполучених Штатів для переговорів про екстрений кредит з низькими відсотками в розмірі 3,75 мільярда фунтів стерлінгів для підйому британської економіки; остаточне повернення боргу в розмірі 45,5 млн фунтів стерлінгів (тоді близько 83 млн доларів) було здійснено тільки 31 грудня 2006 року.
У колишніх окупованих країнах сильна інфляція — частково спричинена великою кількістю грошей, накопичених під час війни, особливо колабораціоністами — спричинила подальший віток цін на продовольство та існування чорного ринку. Фактором, що посилював інфляцію, була низька продуктивність праці, викликана частково недостатнім вугіллям. Франція вважала, що вона має право на отримання великого обсягу німецького вугілля з Руру в якості військових репарацій. Втім американці, які допомогли Франції та іншим країнам шляхом надання низки короткострокових позик та головне значною допомогою за планом Маршалла, правильно зрозуміли, що Європі економіка Німеччини потрібна для відновлення зростання та недопущення поширення комунізму на континенті, і відмовилися вдатися до репарацій, саме тому, що це призвело до обурення Німеччини після Першої світової війни та піднесення Гітлера.
У самій Німеччині люди опинилися в ситуації, коли все потрібно було починати знову з майже нічого. Більш того, єдина держава була розділена на окупаційні зони, що незабаром стали ворогуючими державами і протягом багатьох років були епіцентром протистояння сходу та заходу Німеччини. Попри тому, що перед ними постало неймовірне завдання — відновити свої міста та реорганізувати економіку на мирне виробництво, протягом декількох років західнонімецька економіка домоглася чудотворного повороту, і до 1950 року утворили Німецьке економічне диво. З 1951 року Франція, Західна Німеччина, Італія та країни Бенелюксу зі створенням Європейської спільноти з вугілля та сталі (ЄОВС) почали рухатись до об'єднання Західної Європи, що було провісником сучасного Європейського Союзу.